# Urs brun
Ursul brun (Ursus arctos) este un urs mare nativ din Eurasia și America de Nord. Printre membrii tereștri ai ordinului Carnivora este rivalizat în mărime numai de cea mai apropiată rudă a sa, ursul polar, care este mult mai puțin variabil în mărime și în medie ceva mai mare. Ursul brun este o specie dimorfă sexual, masculii adulți fiind mai mari și având o constituție mai compactă decât femelele. Culoarea blănii variază de la crem până la roșiatică și la brună închis. I s-au dezvoltat mușchi mari pe cocoașă, aspect unic în rândul urșilor, și labe de până la 21 cm în lățime și 36 cm în lungime pentru a putea săpa eficient în pământ. Dinții îi sunt asemănători cu cei ai altor urși și reflectă maleabilitatea alimentară⁠(en)[traduceți] a acestuia.
De-a lungul arealului său, ursul brun populează în principal habitate împădurite la înălțimi de până la 5.000 m. Este omnivor, consumând o varietate de specii de plante și animale. Contrar credinței populare, ursul brun își derivă 90 % din dietă din plante. Atunci când vânează, ochește animale de dimensiuni cel puțin cât cele ale insectelor și rozătoarelor și cel mult cât cele ale elanului sau boului moscat. În părți din Alaska costală, urșii bruni se hrănesc predominant cu somoni care depun icre⁠(en)[traduceți], care se apropie de țărm ca să își depună ouăle. Pentru cea mai mare parte a anului, este un animal de obicei solitar⁠(en)[traduceți] care interacționează cu congeneri numai atunci când se împerechează sau participă la creșterea puilor. Femelele dau naștere în medie la unu până la trei pui care rămân cu mama lor vreme de 1,5 până la 4,5 ani. Ursul brun este un animal longeviv, cu o speranță medie de viață de 25 de ani în sălbăticie. Relativ cu mărimea corporală, ursul brun are un creier excepțional de mare. Acest creier mare permite existența abilităților cognitive avansate, precum uzul de unelte⁠(en)[traduceți]. Atacurile asupra oamenilor⁠(en)[traduceți], deși raportate la nivel larg, sunt în general rare.
Cu toate că arealul ursului brun s-a micșorat, iar ursul a înfruntat extincții locale de-a lungul largului său areal, specia rămâne listată de către Uniunea Internațională pentru Conservarea Naturii (IUCN) ca specie neamenințată cu dispariția, cu o populație totală estimată în 2017 la 110.000 de indivizi. Populațiile care au fost vânate până la extincție în secolul al XX-lea și al XXI-lea sunt U. a. crowtheri⁠(en)[traduceți] din Africa Nordică și populația californiană, cea din Ungava⁠(en)[traduceți] și cea mexicană de urși grizzly din America de Nord. Multe populații din părțile sudice ale Eurasiei sunt de asemenea foarte periclitate. Una dintre formele cu corp mai mic, ursul brun himalayan, este critic pe cale de dispariție: ocupă numai 2 % din fostul său areal și este amenințată de braconarea necontrolată pentru părți ale corpului său. Ursul brun marsican⁠(en)[traduceți] din Italia centrală este una dintre cele câteva mai multe populații în prezent izolate ale ursului brun eurasiatic⁠(en)[traduceți] și se crede că acesta are o populație de numai în jur de 50 de urși.
Ursul brun este considerat a fi unul dintre cele mai populare animale de megafaună carismatică⁠(en)[traduceți] din lume. Este ținut în grădini zoologice încă din vechime și a fost îmblânzit și dresat pentru a da reprezentații în circuri și alte spectacole. Ursul brun poartă de mii de ani un rol în cultura umană și este des reprezentat în literatură, artă creativă⁠(en)[traduceți], folclor și mitologie.

## Etimologie
În limba română, ursul brun este poreclit „Moș Martin”, „Moș Nicolae” sau „Martina” (ursoaica).
Denumirea științifică a ursului brun, Ursus arctos, provine din cuvântul latin ursus, care înseamnă „urs”, și cuvântul grecesc ἄρκτος/arktos, care înseamnă tot „urs”.

## Evoluție și taxonomie

### Taxonomie și subspecii

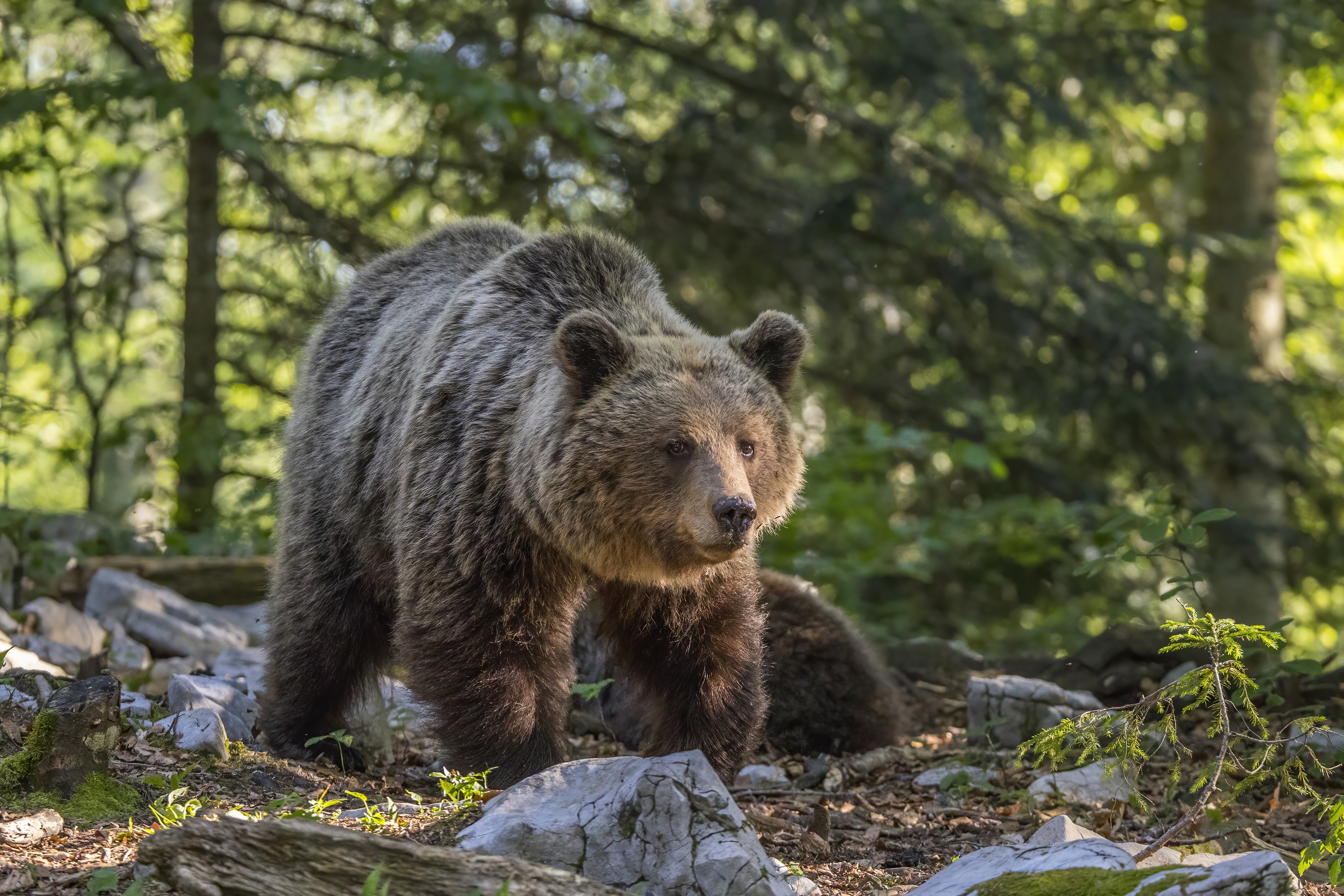
en femelă adult, subspecia nominată

Carl Linnaeus a descris științific specia sub numele de Ursus arctos în ediția din 1758 a lucrării Systema Naturae. Taxonomia și clasificarea subspeciilor ursului brun au fost descrise ca „formidabile și derutante”, puține autorități listând același set de subspecii. Există sute de subspecii perimate de urs brun. Au fost propuse până la 90 de subspecii. O analiză a ADN-ului⁠(en)[traduceți] din 2008 a identificat cel puțin cinci clade principale care cuprind toți urșii bruni extanți, pe când un studiu filogenetic din 2017 a dezvăluit nouă clade, incluzând una care reprezenta urșii polari. Până în 2005 erau recunoscute de către comunitatea științifică generală 15 specii extante sau extincte recent.
Analizarea ADN-ului arată că, pe lângă fragmentarea populației⁠(en)[traduceți] cauzată recent de oameni, urșii bruni din America de Nord fac în general parte dintr-un singur sistem interconectat de populații, cu excepția populației (sau subspeciei) din Arhipelagul Kodiak⁠(en)[traduceți], care este probabil izolată încă de la ultima Epocă de Gheață⁠(en)[traduceți] încoace. Aceste date demonstrează că U. a. gyas, U. a. horribilis, U. a. sitkensis și U. a. stikeenensis nu sunt grupuri distincte sau unitare, iar acestea ar fi descrise cu mai multă acuratețe drept ecotipuri. De exemplu, urșii bruni din orice regiune particulară a coastei Alaskăi sunt mai strâns înrudiți cu urși grizzly adiacenți decât cu populații îndepărtate de urși bruni.
Istoria urșilor din Arhipelagul Alexander⁠(en)[traduceți] este neobișnuită prin faptul că aceste populații insulare poartă ADN de urs polar, acesta pesemne avându-și originea într-o populație de urși polari care a fost lăsată în urmă la sfârșitul Pleistocenului, dar care de atunci a fost conectată cu populații continentale adiacente în urma deplasării masculilor, până în punctul în care genomurile lor nucleare indică descendență de mai mult de 90 % de urs brun. Analizarea ADN-ului mt a dezvăluit că urșii bruni sunt aparent împărțiți în cinci clade diferite, dintre care unele coexistă sau se găsesc împreună în regiuni diferite.

### Evoluție
Ursul brun este una dintre cele opt specii extante din familia urșilor, Ursidae, și una dintre cele șase specii extante din subfamilia Ursinae⁠(en)[traduceți]. 
|  | Urs malaez (Helarctos malayanus)                                                                               |
|  | |
|  | \| \| Urs negru asiatic (Ursus thibetanus) \| \| \| \| \| \| Urs negru american (Ursus americanus) \| \| \| \| |
|  | |
|  | Urs negru asiatic (Ursus thibetanus)                                                                           |
|  | |
|  | Urs negru american (Ursus americanus)                                                                          |
|  | |

|  | Urs negru asiatic (Ursus thibetanus)  |
|  |                                       |
|  | Urs negru american (Ursus americanus) |
|  |                                       |

|  | Urs polar (Ursus maritimus) |
|  |                             |
|  | Urs brun (Ursus arctos)     |
|  |                             |

|  | Urs malaez (Helarctos malayanus)                                                                               |
|  | |
|  | \| \| Urs negru asiatic (Ursus thibetanus) \| \| \| \| \| \| Urs negru american (Ursus americanus) \| \| \| \| |
|  | |
|  | Urs negru asiatic (Ursus thibetanus)                                                                           |
|  | |
|  | Urs negru american (Ursus americanus)                                                                          |
|  | |

|  | Urs negru asiatic (Ursus thibetanus)  |
|  |                                       |
|  | Urs negru american (Ursus americanus) |
|  |                                       |

|  | Urs polar (Ursus maritimus) |
|  |                             |
|  | Urs brun (Ursus arctos)     |
|  |                             |

|  | Urs malaez (Helarctos malayanus)                                                                               |
|  | |
|  | \| \| Urs negru asiatic (Ursus thibetanus) \| \| \| \| \| \| Urs negru american (Ursus americanus) \| \| \| \| |
|  | |
|  | Urs negru asiatic (Ursus thibetanus)                                                                           |
|  | |
|  | Urs negru american (Ursus americanus)                                                                          |
|  | |

|  | Urs negru asiatic (Ursus thibetanus)  |
|  |                                       |
|  | Urs negru american (Ursus americanus) |
|  |                                       |

|  | Urs polar (Ursus maritimus) |
|  |                             |
|  | Urs brun (Ursus arctos)     |
|  |                             |

|  | Urs malaez (Helarctos malayanus)                                                                               |
|  | |
|  | \| \| Urs negru asiatic (Ursus thibetanus) \| \| \| \| \| \| Urs negru american (Ursus americanus) \| \| \| \| |
|  | |
|  | Urs negru asiatic (Ursus thibetanus)                                                                           |
|  | |
|  | Urs negru american (Ursus americanus)                                                                          |
|  | |

|  | Urs negru asiatic (Ursus thibetanus)  |
|  |                                       |
|  | Urs negru american (Ursus americanus) |
|  |                                       |

|  | Urs polar (Ursus maritimus) |
|  |                             |
|  | Urs brun (Ursus arctos)     |
|  |                             |

|  | Urs malaez (Helarctos malayanus)                                                                               |
|  | |
|  | \| \| Urs negru asiatic (Ursus thibetanus) \| \| \| \| \| \| Urs negru american (Ursus americanus) \| \| \| \| |
|  | |
|  | Urs negru asiatic (Ursus thibetanus)                                                                           |
|  | |
|  | Urs negru american (Ursus americanus)                                                                          |
|  | |

|  | Urs negru asiatic (Ursus thibetanus)  |
|  |                                       |
|  | Urs negru american (Ursus americanus) |
|  |                                       |

|  | Urs polar (Ursus maritimus) |
|  |                             |
|  | Urs brun (Ursus arctos)     |
|  |                             |

|  | Urs malaez (Helarctos malayanus)                                                                               |
|  | |
|  | \| \| Urs negru asiatic (Ursus thibetanus) \| \| \| \| \| \| Urs negru american (Ursus americanus) \| \| \| \| |
|  | |
|  | Urs negru asiatic (Ursus thibetanus)                                                                           |
|  | |
|  | Urs negru american (Ursus americanus)                                                                          |
|  | |

|  | Urs negru asiatic (Ursus thibetanus)  |
|  |                                       |
|  | Urs negru american (Ursus americanus) |
|  |                                       |

|  | Urs polar (Ursus maritimus) |
|  |                             |
|  | Urs brun (Ursus arctos)     |
|  |                             |

|  | Urs malaez (Helarctos malayanus)                                                                               |
|  | |
|  | \| \| Urs negru asiatic (Ursus thibetanus) \| \| \| \| \| \| Urs negru american (Ursus americanus) \| \| \| \| |
|  | |
|  | Urs negru asiatic (Ursus thibetanus)                                                                           |
|  | |
|  | Urs negru american (Ursus americanus)                                                                          |
|  | |

|  | Urs negru asiatic (Ursus thibetanus)  |
|  |                                       |
|  | Urs negru american (Ursus americanus) |
|  |                                       |

|  | Urs polar (Ursus maritimus) |
|  |                             |
|  | Urs brun (Ursus arctos)     |
|  |                             |

|  | Urs malaez (Helarctos malayanus)                                                                               |
|  | |
|  | \| \| Urs negru asiatic (Ursus thibetanus) \| \| \| \| \| \| Urs negru american (Ursus americanus) \| \| \| \| |
|  | |
|  | Urs negru asiatic (Ursus thibetanus)                                                                           |
|  | |
|  | Urs negru american (Ursus americanus)                                                                          |
|  | |

|  | Urs negru asiatic (Ursus thibetanus)  |
|  |                                       |
|  | Urs negru american (Ursus americanus) |
|  |                                       |

|  | Urs polar (Ursus maritimus) |
|  |                             |
|  | Urs brun (Ursus arctos)     |
|  |                             |

|  | Urs malaez (Helarctos malayanus)                                                                               |
|  | |
|  | \| \| Urs negru asiatic (Ursus thibetanus) \| \| \| \| \| \| Urs negru american (Ursus americanus) \| \| \| \| |
|  | |
|  | Urs negru asiatic (Ursus thibetanus)                                                                           |
|  | |
|  | Urs negru american (Ursus americanus)                                                                          |
|  | |

|  | Urs negru asiatic (Ursus thibetanus)  |
|  |                                       |
|  | Urs negru american (Ursus americanus) |
|  |                                       |

|  | Urs polar (Ursus maritimus) |
|  |                             |
|  | Urs brun (Ursus arctos)     |
|  |                             |

|  | Urs malaez (Helarctos malayanus)                                                                               |
|  | |
|  | \| \| Urs negru asiatic (Ursus thibetanus) \| \| \| \| \| \| Urs negru american (Ursus americanus) \| \| \| \| |
|  | |
|  | Urs negru asiatic (Ursus thibetanus)                                                                           |
|  | |
|  | Urs negru american (Ursus americanus)                                                                          |
|  | |

|  | Urs negru asiatic (Ursus thibetanus)  |
|  |                                       |
|  | Urs negru american (Ursus americanus) |
|  |                                       |

|  | Urs polar (Ursus maritimus) |
|  |                             |
|  | Urs brun (Ursus arctos)     |
|  |                             |

|  | Urs malaez (Helarctos malayanus)                                                                               |
|  | |
|  | \| \| Urs negru asiatic (Ursus thibetanus) \| \| \| \| \| \| Urs negru american (Ursus americanus) \| \| \| \| |
|  | |
|  | Urs negru asiatic (Ursus thibetanus)                                                                           |
|  | |
|  | Urs negru american (Ursus americanus)                                                                          |
|  | |

|  | Urs negru asiatic (Ursus thibetanus)  |
|  |                                       |
|  | Urs negru american (Ursus americanus) |
|  |                                       |

|  | Urs polar (Ursus maritimus) |
|  |                             |
|  | Urs brun (Ursus arctos)     |
|  |                             |

|  | Urs malaez (Helarctos malayanus)                                                                               |
|  | |
|  | \| \| Urs negru asiatic (Ursus thibetanus) \| \| \| \| \| \| Urs negru american (Ursus americanus) \| \| \| \| |
|  | |
|  | Urs negru asiatic (Ursus thibetanus)                                                                           |
|  | |
|  | Urs negru american (Ursus americanus)                                                                          |
|  | |

|  | Urs negru asiatic (Ursus thibetanus)  |
|  |                                       |
|  | Urs negru american (Ursus americanus) |
|  |                                       |

|  | Urs polar (Ursus maritimus) |
|  |                             |
|  | Urs brun (Ursus arctos)     |
|  |                             |

|  | Urs malaez (Helarctos malayanus)                                                                               |
|  | |
|  | \| \| Urs negru asiatic (Ursus thibetanus) \| \| \| \| \| \| Urs negru american (Ursus americanus) \| \| \| \| |
|  | |
|  | Urs negru asiatic (Ursus thibetanus)                                                                           |
|  | |
|  | Urs negru american (Ursus americanus)                                                                          |
|  | |

|  | Urs negru asiatic (Ursus thibetanus)  |
|  |                                       |
|  | Urs negru american (Ursus americanus) |
|  |                                       |

|  | Urs polar (Ursus maritimus) |
|  |                             |
|  | Urs brun (Ursus arctos)     |
|  |                             |

|  | Urs malaez (Helarctos malayanus)                                                                               |
|  | |
|  | \| \| Urs negru asiatic (Ursus thibetanus) \| \| \| \| \| \| Urs negru american (Ursus americanus) \| \| \| \| |
|  | |
|  | Urs negru asiatic (Ursus thibetanus)                                                                           |
|  | |
|  | Urs negru american (Ursus americanus)                                                                          |
|  | |

|  | Urs negru asiatic (Ursus thibetanus)  |
|  |                                       |
|  | Urs negru american (Ursus americanus) |
|  |                                       |

|  | Urs polar (Ursus maritimus) |
|  |                             |
|  | Urs brun (Ursus arctos)     |
|  |                             |

|  | Urs malaez (Helarctos malayanus)                                                                               |
|  | |
|  | \| \| Urs negru asiatic (Ursus thibetanus) \| \| \| \| \| \| Urs negru american (Ursus americanus) \| \| \| \| |
|  | |
|  | Urs negru asiatic (Ursus thibetanus)                                                                           |
|  | |
|  | Urs negru american (Ursus americanus)                                                                          |
|  | |

|  | Urs negru asiatic (Ursus thibetanus)  |
|  |                                       |
|  | Urs negru american (Ursus americanus) |
|  |                                       |

|  | Urs polar (Ursus maritimus) |
|  |                             |
|  | Urs brun (Ursus arctos)     |
|  |                             |

|  | Urs malaez (Helarctos malayanus)                                                                               |
|  | |
|  | \| \| Urs negru asiatic (Ursus thibetanus) \| \| \| \| \| \| Urs negru american (Ursus americanus) \| \| \| \| |
|  | |
|  | Urs negru asiatic (Ursus thibetanus)                                                                           |
|  | |
|  | Urs negru american (Ursus americanus)                                                                          |
|  | |

|  | Urs negru asiatic (Ursus thibetanus)  |
|  |                                       |
|  | Urs negru american (Ursus americanus) |
|  |                                       |

|  | Urs polar (Ursus maritimus) |
|  |                             |
|  | Urs brun (Ursus arctos)     |
|  |                             |

|  | Urs malaez (Helarctos malayanus)                                                                               |
|  | |
|  | \| \| Urs negru asiatic (Ursus thibetanus) \| \| \| \| \| \| Urs negru american (Ursus americanus) \| \| \| \| |
|  | |
|  | Urs negru asiatic (Ursus thibetanus)                                                                           |
|  | |
|  | Urs negru american (Ursus americanus)                                                                          |
|  | |

|  | Urs negru asiatic (Ursus thibetanus)  |
|  |                                       |
|  | Urs negru american (Ursus americanus) |
|  |                                       |

|  | Urs polar (Ursus maritimus) |
|  |                             |
|  | Urs brun (Ursus arctos)     |
|  |                             |

|  | Urs malaez (Helarctos malayanus)                                                                               |
|  | |
|  | \| \| Urs negru asiatic (Ursus thibetanus) \| \| \| \| \| \| Urs negru american (Ursus americanus) \| \| \| \| |
|  | |
|  | Urs negru asiatic (Ursus thibetanus)                                                                           |
|  | |
|  | Urs negru american (Ursus americanus)                                                                          |
|  | |

|  | Urs negru asiatic (Ursus thibetanus)  |
|  |                                       |
|  | Urs negru american (Ursus americanus) |
|  |                                       |

|  | Urs polar (Ursus maritimus) |
|  |                             |
|  | Urs brun (Ursus arctos)     |
|  |                             |

|  | Urs malaez (Helarctos malayanus)                                                                               |
|  | |
|  | \| \| Urs negru asiatic (Ursus thibetanus) \| \| \| \| \| \| Urs negru american (Ursus americanus) \| \| \| \| |
|  | |
|  | Urs negru asiatic (Ursus thibetanus)                                                                           |
|  | |
|  | Urs negru american (Ursus americanus)                                                                          |
|  | |

|  | Urs negru asiatic (Ursus thibetanus)  |
|  |                                       |
|  | Urs negru american (Ursus americanus) |
|  |                                       |

|  | Urs polar (Ursus maritimus) |
|  |                             |
|  | Urs brun (Ursus arctos)     |
|  |                             |

|  | Urs malaez (Helarctos malayanus)                                                                               |
|  | |
|  | \| \| Urs negru asiatic (Ursus thibetanus) \| \| \| \| \| \| Urs negru american (Ursus americanus) \| \| \| \| |
|  | |
|  | Urs negru asiatic (Ursus thibetanus)                                                                           |
|  | |
|  | Urs negru american (Ursus americanus)                                                                          |
|  | |

|  | Urs negru asiatic (Ursus thibetanus)  |
|  |                                       |
|  | Urs negru american (Ursus americanus) |
|  |                                       |

|  | Urs polar (Ursus maritimus) |
|  |                             |
|  | Urs brun (Ursus arctos)     |
|  |                             |

|  | Urs malaez (Helarctos malayanus)                                                                               |
|  | |
|  | \| \| Urs negru asiatic (Ursus thibetanus) \| \| \| \| \| \| Urs negru american (Ursus americanus) \| \| \| \| |
|  | |
|  | Urs negru asiatic (Ursus thibetanus)                                                                           |
|  | |
|  | Urs negru american (Ursus americanus)                                                                          |
|  | |

|  | Urs negru asiatic (Ursus thibetanus)  |
|  |                                       |
|  | Urs negru american (Ursus americanus) |
|  |                                       |

|  | Urs polar (Ursus maritimus) |
|  |                             |
|  | Urs brun (Ursus arctos)     |
|  |                             |

|  | Urs malaez (Helarctos malayanus)                                                                               |
|  | |
|  | \| \| Urs negru asiatic (Ursus thibetanus) \| \| \| \| \| \| Urs negru american (Ursus americanus) \| \| \| \| |
|  | |
|  | Urs negru asiatic (Ursus thibetanus)                                                                           |
|  | |
|  | Urs negru american (Ursus americanus)                                                                          |
|  | |

|  | Urs negru asiatic (Ursus thibetanus)  |
|  |                                       |
|  | Urs negru american (Ursus americanus) |
|  |                                       |

|  | Urs polar (Ursus maritimus) |
|  |                             |
|  | Urs brun (Ursus arctos)     |
|  |                             |

|  | Urs malaez (Helarctos malayanus)                                                                               |
|  | |
|  | \| \| Urs negru asiatic (Ursus thibetanus) \| \| \| \| \| \| Urs negru american (Ursus americanus) \| \| \| \| |
|  | |
|  | Urs negru asiatic (Ursus thibetanus)                                                                           |
|  | |
|  | Urs negru american (Ursus americanus)                                                                          |
|  | |

|  | Urs negru asiatic (Ursus thibetanus)  |
|  |                                       |
|  | Urs negru american (Ursus americanus) |
|  |                                       |

|  | Urs polar (Ursus maritimus) |
|  |                             |
|  | Urs brun (Ursus arctos)     |
|  |                             |

|  | Urs malaez (Helarctos malayanus)                                                                               |
|  | |
|  | \| \| Urs negru asiatic (Ursus thibetanus) \| \| \| \| \| \| Urs negru american (Ursus americanus) \| \| \| \| |
|  | |
|  | Urs negru asiatic (Ursus thibetanus)                                                                           |
|  | |
|  | Urs negru american (Ursus americanus)                                                                          |
|  | |

|  | Urs negru asiatic (Ursus thibetanus)  |
|  |                                       |
|  | Urs negru american (Ursus americanus) |
|  |                                       |

|  | Urs polar (Ursus maritimus) |
|  |                             |
|  | Urs brun (Ursus arctos)     |
|  |                             |

|  | Urs malaez (Helarctos malayanus)                                                                               |
|  | |
|  | \| \| Urs negru asiatic (Ursus thibetanus) \| \| \| \| \| \| Urs negru american (Ursus americanus) \| \| \| \| |
|  | |
|  | Urs negru asiatic (Ursus thibetanus)                                                                           |
|  | |
|  | Urs negru american (Ursus americanus)                                                                          |
|  | |

|  | Urs negru asiatic (Ursus thibetanus)  |
|  |                                       |
|  | Urs negru american (Ursus americanus) |
|  |                                       |

|  | Urs polar (Ursus maritimus) |
|  |                             |
|  | Urs brun (Ursus arctos)     |
|  |                             |

|  | Urs malaez (Helarctos malayanus)                                                                               |
|  | |
|  | \| \| Urs negru asiatic (Ursus thibetanus) \| \| \| \| \| \| Urs negru american (Ursus americanus) \| \| \| \| |
|  | |
|  | Urs negru asiatic (Ursus thibetanus)                                                                           |
|  | |
|  | Urs negru american (Ursus americanus)                                                                          |
|  | |

|  | Urs negru asiatic (Ursus thibetanus)  |
|  |                                       |
|  | Urs negru american (Ursus americanus) |
|  |                                       |

|  | Urs polar (Ursus maritimus) |
|  |                             |
|  | Urs brun (Ursus arctos)     |
|  |                             |

|  | Urs malaez (Helarctos malayanus)                                                                               |
|  | |
|  | \| \| Urs negru asiatic (Ursus thibetanus) \| \| \| \| \| \| Urs negru american (Ursus americanus) \| \| \| \| |
|  | |
|  | Urs negru asiatic (Ursus thibetanus)                                                                           |
|  | |
|  | Urs negru american (Ursus americanus)                                                                          |
|  | |

|  | Urs negru asiatic (Ursus thibetanus)  |
|  |                                       |
|  | Urs negru american (Ursus americanus) |
|  |                                       |

|  | Urs polar (Ursus maritimus) |
|  |                             |
|  | Urs brun (Ursus arctos)     |
|  |                             |

|  | Urs malaez (Helarctos malayanus)                                                                               |
|  | |
|  | \| \| Urs negru asiatic (Ursus thibetanus) \| \| \| \| \| \| Urs negru american (Ursus americanus) \| \| \| \| |
|  | |
|  | Urs negru asiatic (Ursus thibetanus)                                                                           |
|  | |
|  | Urs negru american (Ursus americanus)                                                                          |
|  | |

|  | Urs negru asiatic (Ursus thibetanus)  |
|  |                                       |
|  | Urs negru american (Ursus americanus) |
|  |                                       |

|  | Urs polar (Ursus maritimus) |
|  |                             |
|  | Urs brun (Ursus arctos)     |
|  |                             |

|  | Urs malaez (Helarctos malayanus)                                                                               |
|  | |
|  | \| \| Urs negru asiatic (Ursus thibetanus) \| \| \| \| \| \| Urs negru american (Ursus americanus) \| \| \| \| |
|  | |
|  | Urs negru asiatic (Ursus thibetanus)                                                                           |
|  | |
|  | Urs negru american (Ursus americanus)                                                                          |
|  | |

|  | Urs negru asiatic (Ursus thibetanus)  |
|  |                                       |
|  | Urs negru american (Ursus americanus) |
|  |                                       |

|  | Urs polar (Ursus maritimus) |
|  |                             |
|  | Urs brun (Ursus arctos)     |
|  |                             |

|  | Urs malaez (Helarctos malayanus)                                                                               |
|  | |
|  | \| \| Urs negru asiatic (Ursus thibetanus) \| \| \| \| \| \| Urs negru american (Ursus americanus) \| \| \| \| |
|  | |
|  | Urs negru asiatic (Ursus thibetanus)                                                                           |
|  | |
|  | Urs negru american (Ursus americanus)                                                                          |
|  | |

|  | Urs negru asiatic (Ursus thibetanus)  |
|  |                                       |
|  | Urs negru american (Ursus americanus) |
|  |                                       |

|  | Urs polar (Ursus maritimus) |
|  |                             |
|  | Urs brun (Ursus arctos)     |
|  |                             |

|  | Urs malaez (Helarctos malayanus)                                                                               |
|  | |
|  | \| \| Urs negru asiatic (Ursus thibetanus) \| \| \| \| \| \| Urs negru american (Ursus americanus) \| \| \| \| |
|  | |
|  | Urs negru asiatic (Ursus thibetanus)                                                                           |
|  | |
|  | Urs negru american (Ursus americanus)                                                                          |
|  | |

|  | Urs negru asiatic (Ursus thibetanus)  |
|  |                                       |
|  | Urs negru american (Ursus americanus) |
|  |                                       |

|  | Urs polar (Ursus maritimus) |
|  |                             |
|  | Urs brun (Ursus arctos)     |
|  |                             |

|  | Urs malaez (Helarctos malayanus)                                                                               |
|  | |
|  | \| \| Urs negru asiatic (Ursus thibetanus) \| \| \| \| \| \| Urs negru american (Ursus americanus) \| \| \| \| |
|  | |
|  | Urs negru asiatic (Ursus thibetanus)                                                                           |
|  | |
|  | Urs negru american (Ursus americanus)                                                                          |
|  | |

|  | Urs negru asiatic (Ursus thibetanus)  |
|  |                                       |
|  | Urs negru american (Ursus americanus) |
|  |                                       |

|  | Urs polar (Ursus maritimus) |
|  |                             |
|  | Urs brun (Ursus arctos)     |
|  |                             |

|  | Urs malaez (Helarctos malayanus)                                                                               |
|  | |
|  | \| \| Urs negru asiatic (Ursus thibetanus) \| \| \| \| \| \| Urs negru american (Ursus americanus) \| \| \| \| |
|  | |
|  | Urs negru asiatic (Ursus thibetanus)                                                                           |
|  | |
|  | Urs negru american (Ursus americanus)                                                                          |
|  | |

|  | Urs negru asiatic (Ursus thibetanus)  |
|  |                                       |
|  | Urs negru american (Ursus americanus) |
|  |                                       |

|  | Urs polar (Ursus maritimus) |
|  |                             |
|  | Urs brun (Ursus arctos)     |
|  |                             |

|  | Urs malaez (Helarctos malayanus)                                                                               |
|  | |
|  | \| \| Urs negru asiatic (Ursus thibetanus) \| \| \| \| \| \| Urs negru american (Ursus americanus) \| \| \| \| |
|  | |
|  | Urs negru asiatic (Ursus thibetanus)                                                                           |
|  | |
|  | Urs negru american (Ursus americanus)                                                                          |
|  | |

|  | Urs negru asiatic (Ursus thibetanus)  |
|  |                                       |
|  | Urs negru american (Ursus americanus) |
|  |                                       |

|  | Urs polar (Ursus maritimus) |
|  |                             |
|  | Urs brun (Ursus arctos)     |
|  |                             |

|  | Urs malaez (Helarctos malayanus)                                                                               |
|  | |
|  | \| \| Urs negru asiatic (Ursus thibetanus) \| \| \| \| \| \| Urs negru american (Ursus americanus) \| \| \| \| |
|  | |
|  | Urs negru asiatic (Ursus thibetanus)                                                                           |
|  | |
|  | Urs negru american (Ursus americanus)                                                                          |
|  | |

|  | Urs negru asiatic (Ursus thibetanus)  |
|  |                                       |
|  | Urs negru american (Ursus americanus) |
|  |                                       |

|  | Urs polar (Ursus maritimus) |
|  |                             |
|  | Urs brun (Ursus arctos)     |
|  |                             |

|  | Urs malaez (Helarctos malayanus)                                                                               |
|  | |
|  | \| \| Urs negru asiatic (Ursus thibetanus) \| \| \| \| \| \| Urs negru american (Ursus americanus) \| \| \| \| |
|  | |
|  | Urs negru asiatic (Ursus thibetanus)                                                                           |
|  | |
|  | Urs negru american (Ursus americanus)                                                                          |
|  | |

|  | Urs negru asiatic (Ursus thibetanus)  |
|  |                                       |
|  | Urs negru american (Ursus americanus) |
|  |                                       |

|  | Urs polar (Ursus maritimus) |
|  |                             |
|  | Urs brun (Ursus arctos)     |
|  |                             |

|  | Urs malaez (Helarctos malayanus)                                                                               |
|  | |
|  | \| \| Urs negru asiatic (Ursus thibetanus) \| \| \| \| \| \| Urs negru american (Ursus americanus) \| \| \| \| |
|  | |
|  | Urs negru asiatic (Ursus thibetanus)                                                                           |
|  | |
|  | Urs negru american (Ursus americanus)                                                                          |
|  | |

|  | Urs negru asiatic (Ursus thibetanus)  |
|  |                                       |
|  | Urs negru american (Ursus americanus) |
|  |                                       |

|  | Urs polar (Ursus maritimus) |
|  |                             |
|  | Urs brun (Ursus arctos)     |
|  |                             |

|  | Urs malaez (Helarctos malayanus)                                                                               |
|  | |
|  | \| \| Urs negru asiatic (Ursus thibetanus) \| \| \| \| \| \| Urs negru american (Ursus americanus) \| \| \| \| |
|  | |
|  | Urs negru asiatic (Ursus thibetanus)                                                                           |
|  | |
|  | Urs negru american (Ursus americanus)                                                                          |
|  | |

|  | Urs negru asiatic (Ursus thibetanus)  |
|  |                                       |
|  | Urs negru american (Ursus americanus) |
|  |                                       |

|  | Urs polar (Ursus maritimus) |
|  |                             |
|  | Urs brun (Ursus arctos)     |
|  |                             |

|  | Urs malaez (Helarctos malayanus)                                                                               |
|  | |
|  | \| \| Urs negru asiatic (Ursus thibetanus) \| \| \| \| \| \| Urs negru american (Ursus americanus) \| \| \| \| |
|  | |
|  | Urs negru asiatic (Ursus thibetanus)                                                                           |
|  | |
|  | Urs negru american (Ursus americanus)                                                                          |
|  | |

|  | Urs negru asiatic (Ursus thibetanus)  |
|  |                                       |
|  | Urs negru american (Ursus americanus) |
|  |                                       |

|  | Urs polar (Ursus maritimus) |
|  |                             |
|  | Urs brun (Ursus arctos)     |
|  |                             |

|  | Urs malaez (Helarctos malayanus)                                                                               |
|  | |
|  | \| \| Urs negru asiatic (Ursus thibetanus) \| \| \| \| \| \| Urs negru american (Ursus americanus) \| \| \| \| |
|  | |
|  | Urs negru asiatic (Ursus thibetanus)                                                                           |
|  | |
|  | Urs negru american (Ursus americanus)                                                                          |
|  | |

|  | Urs negru asiatic (Ursus thibetanus)  |
|  |                                       |
|  | Urs negru american (Ursus americanus) |
|  |                                       |

|  | Urs polar (Ursus maritimus) |
|  |                             |
|  | Urs brun (Ursus arctos)     |
|  |                             |

|  | Urs malaez (Helarctos malayanus)                                                                               |
|  | |
|  | \| \| Urs negru asiatic (Ursus thibetanus) \| \| \| \| \| \| Urs negru american (Ursus americanus) \| \| \| \| |
|  | |
|  | Urs negru asiatic (Ursus thibetanus)                                                                           |
|  | |
|  | Urs negru american (Ursus americanus)                                                                          |
|  | |

|  | Urs negru asiatic (Ursus thibetanus)  |
|  |                                       |
|  | Urs negru american (Ursus americanus) |
|  |                                       |

|  | Urs polar (Ursus maritimus) |
|  |                             |
|  | Urs brun (Ursus arctos)     |
|  |                             |

|  | Urs malaez (Helarctos malayanus)                                                                               |
|  | |
|  | \| \| Urs negru asiatic (Ursus thibetanus) \| \| \| \| \| \| Urs negru american (Ursus americanus) \| \| \| \| |
|  | |
|  | Urs negru asiatic (Ursus thibetanus)                                                                           |
|  | |
|  | Urs negru american (Ursus americanus)                                                                          |
|  | |

|  | Urs negru asiatic (Ursus thibetanus)  |
|  |                                       |
|  | Urs negru american (Ursus americanus) |
|  |                                       |

|  | Urs polar (Ursus maritimus) |
|  |                             |
|  | Urs brun (Ursus arctos)     |
|  |                             |

|  | Urs malaez (Helarctos malayanus)                                                                               |
|  | |
|  | \| \| Urs negru asiatic (Ursus thibetanus) \| \| \| \| \| \| Urs negru american (Ursus americanus) \| \| \| \| |
|  | |
|  | Urs negru asiatic (Ursus thibetanus)                                                                           |
|  | |
|  | Urs negru american (Ursus americanus)                                                                          |
|  | |

|  | Urs negru asiatic (Ursus thibetanus)  |
|  |                                       |
|  | Urs negru american (Ursus americanus) |
|  |                                       |

|  | Urs polar (Ursus maritimus) |
|  |                             |
|  | Urs brun (Ursus arctos)     |
|  |                             |

|  | Urs malaez (Helarctos malayanus)                                                                               |
|  | |
|  | \| \| Urs negru asiatic (Ursus thibetanus) \| \| \| \| \| \| Urs negru american (Ursus americanus) \| \| \| \| |
|  | |
|  | Urs negru asiatic (Ursus thibetanus)                                                                           |
|  | |
|  | Urs negru american (Ursus americanus)                                                                          |
|  | |

|  | Urs negru asiatic (Ursus thibetanus)  |
|  |                                       |
|  | Urs negru american (Ursus americanus) |
|  |                                       |

|  | Urs polar (Ursus maritimus) |
|  |                             |
|  | Urs brun (Ursus arctos)     |
|  |                             |

|  | Urs malaez (Helarctos malayanus)                                                                               |
|  | |
|  | \| \| Urs negru asiatic (Ursus thibetanus) \| \| \| \| \| \| Urs negru american (Ursus americanus) \| \| \| \| |
|  | |
|  | Urs negru asiatic (Ursus thibetanus)                                                                           |
|  | |
|  | Urs negru american (Ursus americanus)                                                                          |
|  | |

|  | Urs negru asiatic (Ursus thibetanus)  |
|  |                                       |
|  | Urs negru american (Ursus americanus) |
|  |                                       |

|  | Urs polar (Ursus maritimus) |
|  |                             |
|  | Urs brun (Ursus arctos)     |
|  |                             |

|  | Urs malaez (Helarctos malayanus)                                                                               |
|  | |
|  | \| \| Urs negru asiatic (Ursus thibetanus) \| \| \| \| \| \| Urs negru american (Ursus americanus) \| \| \| \| |
|  | |
|  | Urs negru asiatic (Ursus thibetanus)                                                                           |
|  | |
|  | Urs negru american (Ursus americanus)                                                                          |
|  | |

|  | Urs negru asiatic (Ursus thibetanus)  |
|  |                                       |
|  | Urs negru american (Ursus americanus) |
|  |                                       |

|  | Urs polar (Ursus maritimus) |
|  |                             |
|  | Urs brun (Ursus arctos)     |
|  |                             |

|  | Urs malaez (Helarctos malayanus)                                                                               |
|  | |
|  | \| \| Urs negru asiatic (Ursus thibetanus) \| \| \| \| \| \| Urs negru american (Ursus americanus) \| \| \| \| |
|  | |
|  | Urs negru asiatic (Ursus thibetanus)                                                                           |
|  | |
|  | Urs negru american (Ursus americanus)                                                                          |
|  | |

|  | Urs negru asiatic (Ursus thibetanus)  |
|  |                                       |
|  | Urs negru american (Ursus americanus) |
|  |                                       |

|  | Urs polar (Ursus maritimus) |
|  |                             |
|  | Urs brun (Ursus arctos)     |
|  |                             |

|  | Urs malaez (Helarctos malayanus)                                                                               |
|  | |
|  | \| \| Urs negru asiatic (Ursus thibetanus) \| \| \| \| \| \| Urs negru american (Ursus americanus) \| \| \| \| |
|  | |
|  | Urs negru asiatic (Ursus thibetanus)                                                                           |
|  | |
|  | Urs negru american (Ursus americanus)                                                                          |
|  | |

|  | Urs negru asiatic (Ursus thibetanus)  |
|  |                                       |
|  | Urs negru american (Ursus americanus) |
|  |                                       |

|  | Urs polar (Ursus maritimus) |
|  |                             |
|  | Urs brun (Ursus arctos)     |
|  |                             |

|  | Urs malaez (Helarctos malayanus)                                                                               |
|  | |
|  | \| \| Urs negru asiatic (Ursus thibetanus) \| \| \| \| \| \| Urs negru american (Ursus americanus) \| \| \| \| |
|  | |
|  | Urs negru asiatic (Ursus thibetanus)                                                                           |
|  | |
|  | Urs negru american (Ursus americanus)                                                                          |
|  | |

|  | Urs negru asiatic (Ursus thibetanus)  |
|  |                                       |
|  | Urs negru american (Ursus americanus) |
|  |                                       |

|  | Urs polar (Ursus maritimus) |
|  |                             |
|  | Urs brun (Ursus arctos)     |
|  |                             |

|  | Urs malaez (Helarctos malayanus)                                                                               |
|  | |
|  | \| \| Urs negru asiatic (Ursus thibetanus) \| \| \| \| \| \| Urs negru american (Ursus americanus) \| \| \| \| |
|  | |
|  | Urs negru asiatic (Ursus thibetanus)                                                                           |
|  | |
|  | Urs negru american (Ursus americanus)                                                                          |
|  | |

|  | Urs negru asiatic (Ursus thibetanus)  |
|  |                                       |
|  | Urs negru american (Ursus americanus) |
|  |                                       |

|  | Urs polar (Ursus maritimus) |
|  |                             |
|  | Urs brun (Ursus arctos)     |
|  |                             |

|  | Urs malaez (Helarctos malayanus)                                                                               |
|  | |
|  | \| \| Urs negru asiatic (Ursus thibetanus) \| \| \| \| \| \| Urs negru american (Ursus americanus) \| \| \| \| |
|  | |
|  | Urs negru asiatic (Ursus thibetanus)                                                                           |
|  | |
|  | Urs negru american (Ursus americanus)                                                                          |
|  | |

|  | Urs negru asiatic (Ursus thibetanus)  |
|  |                                       |
|  | Urs negru american (Ursus americanus) |
|  |                                       |

|  | Urs polar (Ursus maritimus) |
|  |                             |
|  | Urs brun (Ursus arctos)     |
|  |                             |

|  | Urs malaez (Helarctos malayanus)                                                                               |
|  | |
|  | \| \| Urs negru asiatic (Ursus thibetanus) \| \| \| \| \| \| Urs negru american (Ursus americanus) \| \| \| \| |
|  | |
|  | Urs negru asiatic (Ursus thibetanus)                                                                           |
|  | |
|  | Urs negru american (Ursus americanus)                                                                          |
|  | |

|  | Urs negru asiatic (Ursus thibetanus)  |
|  |                                       |
|  | Urs negru american (Ursus americanus) |
|  |                                       |

|  | Urs polar (Ursus maritimus) |
|  |                             |
|  | Urs brun (Ursus arctos)     |
|  |                             |

|  | Urs malaez (Helarctos malayanus)                                                                               |
|  | |
|  | \| \| Urs negru asiatic (Ursus thibetanus) \| \| \| \| \| \| Urs negru american (Ursus americanus) \| \| \| \| |
|  | |
|  | Urs negru asiatic (Ursus thibetanus)                                                                           |
|  | |
|  | Urs negru american (Ursus americanus)                                                                          |
|  | |

|  | Urs negru asiatic (Ursus thibetanus)  |
|  |                                       |
|  | Urs negru american (Ursus americanus) |
|  |                                       |

|  | Urs polar (Ursus maritimus) |
|  |                             |
|  | Urs brun (Ursus arctos)     |
|  |                             |

|  | Urs malaez (Helarctos malayanus)                                                                               |
|  | |
|  | \| \| Urs negru asiatic (Ursus thibetanus) \| \| \| \| \| \| Urs negru american (Ursus americanus) \| \| \| \| |
|  | |
|  | Urs negru asiatic (Ursus thibetanus)                                                                           |
|  | |
|  | Urs negru american (Ursus americanus)                                                                          |
|  | |

|  | Urs negru asiatic (Ursus thibetanus)  |
|  |                                       |
|  | Urs negru american (Ursus americanus) |
|  |                                       |

|  | Urs polar (Ursus maritimus) |
|  |                             |
|  | Urs brun (Ursus arctos)     |
|  |                             |

|  | Urs malaez (Helarctos malayanus)                                                                               |
|  | |
|  | \| \| Urs negru asiatic (Ursus thibetanus) \| \| \| \| \| \| Urs negru american (Ursus americanus) \| \| \| \| |
|  | |
|  | Urs negru asiatic (Ursus thibetanus)                                                                           |
|  | |
|  | Urs negru american (Ursus americanus)                                                                          |
|  | |

|  | Urs negru asiatic (Ursus thibetanus)  |
|  |                                       |
|  | Urs negru american (Ursus americanus) |
|  |                                       |

|  | Urs polar (Ursus maritimus) |
|  |                             |
|  | Urs brun (Ursus arctos)     |
|  |                             |

|  | Urs malaez (Helarctos malayanus)                                                                               |
|  | |
|  | \| \| Urs negru asiatic (Ursus thibetanus) \| \| \| \| \| \| Urs negru american (Ursus americanus) \| \| \| \| |
|  | |
|  | Urs negru asiatic (Ursus thibetanus)                                                                           |
|  | |
|  | Urs negru american (Ursus americanus)                                                                          |
|  | |

|  | Urs negru asiatic (Ursus thibetanus)  |
|  |                                       |
|  | Urs negru american (Ursus americanus) |
|  |                                       |

|  | Urs polar (Ursus maritimus) |
|  |                             |
|  | Urs brun (Ursus arctos)     |
|  |                             |

|  | Urs malaez (Helarctos malayanus)                                                                               |
|  | |
|  | \| \| Urs negru asiatic (Ursus thibetanus) \| \| \| \| \| \| Urs negru american (Ursus americanus) \| \| \| \| |
|  | |
|  | Urs negru asiatic (Ursus thibetanus)                                                                           |
|  | |
|  | Urs negru american (Ursus americanus)                                                                          |
|  | |

|  | Urs negru asiatic (Ursus thibetanus)  |
|  |                                       |
|  | Urs negru american (Ursus americanus) |
|  |                                       |

|  | Urs polar (Ursus maritimus) |
|  |                             |
|  | Urs brun (Ursus arctos)     |
|  |                             |

|  | Urs malaez (Helarctos malayanus)                                                                               |
|  | |
|  | \| \| Urs negru asiatic (Ursus thibetanus) \| \| \| \| \| \| Urs negru american (Ursus americanus) \| \| \| \| |
|  | |
|  | Urs negru asiatic (Ursus thibetanus)                                                                           |
|  | |
|  | Urs negru american (Ursus americanus)                                                                          |
|  | |

|  | Urs negru asiatic (Ursus thibetanus)  |
|  |                                       |
|  | Urs negru american (Ursus americanus) |
|  |                                       |

|  | Urs polar (Ursus maritimus) |
|  |                             |
|  | Urs brun (Ursus arctos)     |
|  |                             |

|  | Urs malaez (Helarctos malayanus)                                                                               |
|  | |
|  | \| \| Urs negru asiatic (Ursus thibetanus) \| \| \| \| \| \| Urs negru american (Ursus americanus) \| \| \| \| |
|  | |
|  | Urs negru asiatic (Ursus thibetanus)                                                                           |
|  | |
|  | Urs negru american (Ursus americanus)                                                                          |
|  | |

|  | Urs negru asiatic (Ursus thibetanus)  |
|  |                                       |
|  | Urs negru american (Ursus americanus) |
|  |                                       |

|  | Urs polar (Ursus maritimus) |
|  |                             |
|  | Urs brun (Ursus arctos)     |
|  |                             |

|  | Urs malaez (Helarctos malayanus)                                                                               |
|  | |
|  | \| \| Urs negru asiatic (Ursus thibetanus) \| \| \| \| \| \| Urs negru american (Ursus americanus) \| \| \| \| |
|  | |
|  | Urs negru asiatic (Ursus thibetanus)                                                                           |
|  | |
|  | Urs negru american (Ursus americanus)                                                                          |
|  | |

|  | Urs negru asiatic (Ursus thibetanus)  |
|  |                                       |
|  | Urs negru american (Ursus americanus) |
|  |                                       |

|  | Urs polar (Ursus maritimus) |
|  |                             |
|  | Urs brun (Ursus arctos)     |
|  |                             |

|  | Urs malaez (Helarctos malayanus)                                                                               |
|  | |
|  | \| \| Urs negru asiatic (Ursus thibetanus) \| \| \| \| \| \| Urs negru american (Ursus americanus) \| \| \| \| |
|  | |
|  | Urs negru asiatic (Ursus thibetanus)                                                                           |
|  | |
|  | Urs negru american (Ursus americanus)                                                                          |
|  | |

|  | Urs negru asiatic (Ursus thibetanus)  |
|  |                                       |
|  | Urs negru american (Ursus americanus) |
|  |                                       |

|  | Urs polar (Ursus maritimus) |
|  |                             |
|  | Urs brun (Ursus arctos)     |
|  |                             |

|  | Urs malaez (Helarctos malayanus)                                                                               |
|  | |
|  | \| \| Urs negru asiatic (Ursus thibetanus) \| \| \| \| \| \| Urs negru american (Ursus americanus) \| \| \| \| |
|  | |
|  | Urs negru asiatic (Ursus thibetanus)                                                                           |
|  | |
|  | Urs negru american (Ursus americanus)                                                                          |
|  | |

|  | Urs negru asiatic (Ursus thibetanus)  |
|  |                                       |
|  | Urs negru american (Ursus americanus) |
|  |                                       |

|  | Urs polar (Ursus maritimus) |
|  |                             |
|  | Urs brun (Ursus arctos)     |
|  |                             |

|  | Urs malaez (Helarctos malayanus)                                                                               |
|  | |
|  | \| \| Urs negru asiatic (Ursus thibetanus) \| \| \| \| \| \| Urs negru american (Ursus americanus) \| \| \| \| |
|  | |
|  | Urs negru asiatic (Ursus thibetanus)                                                                           |
|  | |
|  | Urs negru american (Ursus americanus)                                                                          |
|  | |

|  | Urs negru asiatic (Ursus thibetanus)  |
|  |                                       |
|  | Urs negru american (Ursus americanus) |
|  |                                       |

|  | Urs polar (Ursus maritimus) |
|  |                             |
|  | Urs brun (Ursus arctos)     |
|  |                             |

|  | Urs malaez (Helarctos malayanus)                                                                               |
|  | |
|  | \| \| Urs negru asiatic (Ursus thibetanus) \| \| \| \| \| \| Urs negru american (Ursus americanus) \| \| \| \| |
|  | |
|  | Urs negru asiatic (Ursus thibetanus)                                                                           |
|  | |
|  | Urs negru american (Ursus americanus)                                                                          |
|  | |

|  | Urs negru asiatic (Ursus thibetanus)  |
|  |                                       |
|  | Urs negru american (Ursus americanus) |
|  |                                       |

|  | Urs polar (Ursus maritimus) |
|  |                             |
|  | Urs brun (Ursus arctos)     |
|  |                             |

|  | \| \| Urs buzat (Melursus ursinus) \| \| \| \| \| \| Urs malaez (Helarctos malayanus) \| \| \| \| |
|  |                                                                                                   |
|  | Urs negru asiatic (Ursus thibetanus)                                                              |
|  |                                                                                                   |
|  | Urs buzat (Melursus ursinus)                                                                      |
|  |                                                                                                   |
|  | Urs malaez (Helarctos malayanus)                                                                  |
|  |                                                                                                   |

|  | Urs buzat (Melursus ursinus)     |
|  |                                  |
|  | Urs malaez (Helarctos malayanus) |
|  |                                  |

|  | Urs negru american (Ursus americanus)                                                   |
|  |                                                                                         |
|  | \| \| Urs polar (Ursus maritimus) \| \| \| \| \| \| Urs brun (Ursus arctos) \| \| \| \| |
|  |                                                                                         |
|  | Urs polar (Ursus maritimus)                                                             |
|  |                                                                                         |
|  | Urs brun (Ursus arctos)                                                                 |
|  |                                                                                         |

|  | Urs polar (Ursus maritimus) |
|  |                             |
|  | Urs brun (Ursus arctos)     |
|  |                             |

|  | \| \| Urs buzat (Melursus ursinus) \| \| \| \| \| \| Urs malaez (Helarctos malayanus) \| \| \| \| |
|  |                                                                                                   |
|  | Urs negru asiatic (Ursus thibetanus)                                                              |
|  |                                                                                                   |
|  | Urs buzat (Melursus ursinus)                                                                      |
|  |                                                                                                   |
|  | Urs malaez (Helarctos malayanus)                                                                  |
|  |                                                                                                   |

|  | Urs buzat (Melursus ursinus)     |
|  |                                  |
|  | Urs malaez (Helarctos malayanus) |
|  |                                  |

|  | Urs negru american (Ursus americanus)                                                   |
|  |                                                                                         |
|  | \| \| Urs polar (Ursus maritimus) \| \| \| \| \| \| Urs brun (Ursus arctos) \| \| \| \| |
|  |                                                                                         |
|  | Urs polar (Ursus maritimus)                                                             |
|  |                                                                                         |
|  | Urs brun (Ursus arctos)                                                                 |
|  |                                                                                         |

|  | Urs polar (Ursus maritimus) |
|  |                             |
|  | Urs brun (Ursus arctos)     |
|  |                             |

|  | \| \| Urs buzat (Melursus ursinus) \| \| \| \| \| \| Urs malaez (Helarctos malayanus) \| \| \| \| |
|  |                                                                                                   |
|  | Urs negru asiatic (Ursus thibetanus)                                                              |
|  |                                                                                                   |
|  | Urs buzat (Melursus ursinus)                                                                      |
|  |                                                                                                   |
|  | Urs malaez (Helarctos malayanus)                                                                  |
|  |                                                                                                   |

|  | Urs buzat (Melursus ursinus)     |
|  |                                  |
|  | Urs malaez (Helarctos malayanus) |
|  |                                  |

|  | Urs negru american (Ursus americanus)                                                   |
|  |                                                                                         |
|  | \| \| Urs polar (Ursus maritimus) \| \| \| \| \| \| Urs brun (Ursus arctos) \| \| \| \| |
|  |                                                                                         |
|  | Urs polar (Ursus maritimus)                                                             |
|  |                                                                                         |
|  | Urs brun (Ursus arctos)                                                                 |
|  |                                                                                         |

|  | Urs polar (Ursus maritimus) |
|  |                             |
|  | Urs brun (Ursus arctos)     |
|  |                             |

|  | \| \| Urs buzat (Melursus ursinus) \| \| \| \| \| \| Urs malaez (Helarctos malayanus) \| \| \| \| |
|  |                                                                                                   |
|  | Urs negru asiatic (Ursus thibetanus)                                                              |
|  |                                                                                                   |
|  | Urs buzat (Melursus ursinus)                                                                      |
|  |                                                                                                   |
|  | Urs malaez (Helarctos malayanus)                                                                  |
|  |                                                                                                   |

|  | Urs buzat (Melursus ursinus)     |
|  |                                  |
|  | Urs malaez (Helarctos malayanus) |
|  |                                  |

|  | Urs negru american (Ursus americanus)                                                   |
|  |                                                                                         |
|  | \| \| Urs polar (Ursus maritimus) \| \| \| \| \| \| Urs brun (Ursus arctos) \| \| \| \| |
|  |                                                                                         |
|  | Urs polar (Ursus maritimus)                                                             |
|  |                                                                                         |
|  | Urs brun (Ursus arctos)                                                                 |
|  |                                                                                         |

|  | Urs polar (Ursus maritimus) |
|  |                             |
|  | Urs brun (Ursus arctos)     |
|  |                             |

|  | \| \| Urs buzat (Melursus ursinus) \| \| \| \| \| \| Urs malaez (Helarctos malayanus) \| \| \| \| |
|  |                                                                                                   |
|  | Urs negru asiatic (Ursus thibetanus)                                                              |
|  |                                                                                                   |
|  | Urs buzat (Melursus ursinus)                                                                      |
|  |                                                                                                   |
|  | Urs malaez (Helarctos malayanus)                                                                  |
|  |                                                                                                   |

|  | Urs buzat (Melursus ursinus)     |
|  |                                  |
|  | Urs malaez (Helarctos malayanus) |
|  |                                  |

|  | Urs negru american (Ursus americanus)                                                   |
|  |                                                                                         |
|  | \| \| Urs polar (Ursus maritimus) \| \| \| \| \| \| Urs brun (Ursus arctos) \| \| \| \| |
|  |                                                                                         |
|  | Urs polar (Ursus maritimus)                                                             |
|  |                                                                                         |
|  | Urs brun (Ursus arctos)                                                                 |
|  |                                                                                         |

|  | Urs polar (Ursus maritimus) |
|  |                             |
|  | Urs brun (Ursus arctos)     |
|  |                             |

|  | \| \| Urs buzat (Melursus ursinus) \| \| \| \| \| \| Urs malaez (Helarctos malayanus) \| \| \| \| |
|  |                                                                                                   |
|  | Urs negru asiatic (Ursus thibetanus)                                                              |
|  |                                                                                                   |
|  | Urs buzat (Melursus ursinus)                                                                      |
|  |                                                                                                   |
|  | Urs malaez (Helarctos malayanus)                                                                  |
|  |                                                                                                   |

|  | Urs buzat (Melursus ursinus)     |
|  |                                  |
|  | Urs malaez (Helarctos malayanus) |
|  |                                  |

|  | Urs negru american (Ursus americanus)                                                   |
|  |                                                                                         |
|  | \| \| Urs polar (Ursus maritimus) \| \| \| \| \| \| Urs brun (Ursus arctos) \| \| \| \| |
|  |                                                                                         |
|  | Urs polar (Ursus maritimus)                                                             |
|  |                                                                                         |
|  | Urs brun (Ursus arctos)                                                                 |
|  |                                                                                         |

|  | Urs polar (Ursus maritimus) |
|  |                             |
|  | Urs brun (Ursus arctos)     |
|  |                             |

|  | \| \| Urs buzat (Melursus ursinus) \| \| \| \| \| \| Urs malaez (Helarctos malayanus) \| \| \| \| |
|  |                                                                                                   |
|  | Urs negru asiatic (Ursus thibetanus)                                                              |
|  |                                                                                                   |
|  | Urs buzat (Melursus ursinus)                                                                      |
|  |                                                                                                   |
|  | Urs malaez (Helarctos malayanus)                                                                  |
|  |                                                                                                   |

|  | Urs buzat (Melursus ursinus)     |
|  |                                  |
|  | Urs malaez (Helarctos malayanus) |
|  |                                  |

|  | Urs negru american (Ursus americanus)                                                   |
|  |                                                                                         |
|  | \| \| Urs polar (Ursus maritimus) \| \| \| \| \| \| Urs brun (Ursus arctos) \| \| \| \| |
|  |                                                                                         |
|  | Urs polar (Ursus maritimus)                                                             |
|  |                                                                                         |
|  | Urs brun (Ursus arctos)                                                                 |
|  |                                                                                         |

|  | Urs polar (Ursus maritimus) |
|  |                             |
|  | Urs brun (Ursus arctos)     |
|  |                             |

|  | \| \| Urs buzat (Melursus ursinus) \| \| \| \| \| \| Urs malaez (Helarctos malayanus) \| \| \| \| |
|  |                                                                                                   |
|  | Urs negru asiatic (Ursus thibetanus)                                                              |
|  |                                                                                                   |
|  | Urs buzat (Melursus ursinus)                                                                      |
|  |                                                                                                   |
|  | Urs malaez (Helarctos malayanus)                                                                  |
|  |                                                                                                   |

|  | Urs buzat (Melursus ursinus)     |
|  |                                  |
|  | Urs malaez (Helarctos malayanus) |
|  |                                  |

|  | Urs negru american (Ursus americanus)                                                   |
|  |                                                                                         |
|  | \| \| Urs polar (Ursus maritimus) \| \| \| \| \| \| Urs brun (Ursus arctos) \| \| \| \| |
|  |                                                                                         |
|  | Urs polar (Ursus maritimus)                                                             |
|  |                                                                                         |
|  | Urs brun (Ursus arctos)                                                                 |
|  |                                                                                         |

|  | Urs polar (Ursus maritimus) |
|  |                             |
|  | Urs brun (Ursus arctos)     |
|  |                             |

|  | \| \| Urs buzat (Melursus ursinus) \| \| \| \| \| \| Urs malaez (Helarctos malayanus) \| \| \| \| |
|  |                                                                                                   |
|  | Urs negru asiatic (Ursus thibetanus)                                                              |
|  |                                                                                                   |
|  | Urs buzat (Melursus ursinus)                                                                      |
|  |                                                                                                   |
|  | Urs malaez (Helarctos malayanus)                                                                  |
|  |                                                                                                   |

|  | Urs buzat (Melursus ursinus)     |
|  |                                  |
|  | Urs malaez (Helarctos malayanus) |
|  |                                  |

|  | Urs negru american (Ursus americanus)                                                   |
|  |                                                                                         |
|  | \| \| Urs polar (Ursus maritimus) \| \| \| \| \| \| Urs brun (Ursus arctos) \| \| \| \| |
|  |                                                                                         |
|  | Urs polar (Ursus maritimus)                                                             |
|  |                                                                                         |
|  | Urs brun (Ursus arctos)                                                                 |
|  |                                                                                         |

|  | Urs polar (Ursus maritimus) |
|  |                             |
|  | Urs brun (Ursus arctos)     |
|  |                             |

|  | \| \| Urs buzat (Melursus ursinus) \| \| \| \| \| \| Urs malaez (Helarctos malayanus) \| \| \| \| |
|  |                                                                                                   |
|  | Urs negru asiatic (Ursus thibetanus)                                                              |
|  |                                                                                                   |
|  | Urs buzat (Melursus ursinus)                                                                      |
|  |                                                                                                   |
|  | Urs malaez (Helarctos malayanus)                                                                  |
|  |                                                                                                   |

|  | Urs buzat (Melursus ursinus)     |
|  |                                  |
|  | Urs malaez (Helarctos malayanus) |
|  |                                  |

|  | Urs negru american (Ursus americanus)                                                   |
|  |                                                                                         |
|  | \| \| Urs polar (Ursus maritimus) \| \| \| \| \| \| Urs brun (Ursus arctos) \| \| \| \| |
|  |                                                                                         |
|  | Urs polar (Ursus maritimus)                                                             |
|  |                                                                                         |
|  | Urs brun (Ursus arctos)                                                                 |
|  |                                                                                         |

|  | Urs polar (Ursus maritimus) |
|  |                             |
|  | Urs brun (Ursus arctos)     |
|  |                             |

|  | \| \| Urs buzat (Melursus ursinus) \| \| \| \| \| \| Urs malaez (Helarctos malayanus) \| \| \| \| |
|  |                                                                                                   |
|  | Urs negru asiatic (Ursus thibetanus)                                                              |
|  |                                                                                                   |
|  | Urs buzat (Melursus ursinus)                                                                      |
|  |                                                                                                   |
|  | Urs malaez (Helarctos malayanus)                                                                  |
|  |                                                                                                   |

|  | Urs buzat (Melursus ursinus)     |
|  |                                  |
|  | Urs malaez (Helarctos malayanus) |
|  |                                  |

|  | Urs negru american (Ursus americanus)                                                   |
|  |                                                                                         |
|  | \| \| Urs polar (Ursus maritimus) \| \| \| \| \| \| Urs brun (Ursus arctos) \| \| \| \| |
|  |                                                                                         |
|  | Urs polar (Ursus maritimus)                                                             |
|  |                                                                                         |
|  | Urs brun (Ursus arctos)                                                                 |
|  |                                                                                         |

|  | Urs polar (Ursus maritimus) |
|  |                             |
|  | Urs brun (Ursus arctos)     |
|  |                             |

|  | \| \| Urs buzat (Melursus ursinus) \| \| \| \| \| \| Urs malaez (Helarctos malayanus) \| \| \| \| |
|  |                                                                                                   |
|  | Urs negru asiatic (Ursus thibetanus)                                                              |
|  |                                                                                                   |
|  | Urs buzat (Melursus ursinus)                                                                      |
|  |                                                                                                   |
|  | Urs malaez (Helarctos malayanus)                                                                  |
|  |                                                                                                   |

|  | Urs buzat (Melursus ursinus)     |
|  |                                  |
|  | Urs malaez (Helarctos malayanus) |
|  |                                  |

|  | Urs negru american (Ursus americanus)                                                   |
|  |                                                                                         |
|  | \| \| Urs polar (Ursus maritimus) \| \| \| \| \| \| Urs brun (Ursus arctos) \| \| \| \| |
|  |                                                                                         |
|  | Urs polar (Ursus maritimus)                                                             |
|  |                                                                                         |
|  | Urs brun (Ursus arctos)                                                                 |
|  |                                                                                         |

|  | Urs polar (Ursus maritimus) |
|  |                             |
|  | Urs brun (Ursus arctos)     |
|  |                             |

|  | \| \| Urs buzat (Melursus ursinus) \| \| \| \| \| \| Urs malaez (Helarctos malayanus) \| \| \| \| |
|  |                                                                                                   |
|  | Urs negru asiatic (Ursus thibetanus)                                                              |
|  |                                                                                                   |
|  | Urs buzat (Melursus ursinus)                                                                      |
|  |                                                                                                   |
|  | Urs malaez (Helarctos malayanus)                                                                  |
|  |                                                                                                   |

|  | Urs buzat (Melursus ursinus)     |
|  |                                  |
|  | Urs malaez (Helarctos malayanus) |
|  |                                  |

|  | Urs negru american (Ursus americanus)                                                   |
|  |                                                                                         |
|  | \| \| Urs polar (Ursus maritimus) \| \| \| \| \| \| Urs brun (Ursus arctos) \| \| \| \| |
|  |                                                                                         |
|  | Urs polar (Ursus maritimus)                                                             |
|  |                                                                                         |
|  | Urs brun (Ursus arctos)                                                                 |
|  |                                                                                         |

|  | Urs polar (Ursus maritimus) |
|  |                             |
|  | Urs brun (Ursus arctos)     |
|  |                             |

|  | \| \| Urs buzat (Melursus ursinus) \| \| \| \| \| \| Urs malaez (Helarctos malayanus) \| \| \| \| |
|  |                                                                                                   |
|  | Urs negru asiatic (Ursus thibetanus)                                                              |
|  |                                                                                                   |
|  | Urs buzat (Melursus ursinus)                                                                      |
|  |                                                                                                   |
|  | Urs malaez (Helarctos malayanus)                                                                  |
|  |                                                                                                   |

|  | Urs buzat (Melursus ursinus)     |
|  |                                  |
|  | Urs malaez (Helarctos malayanus) |
|  |                                  |

|  | Urs negru american (Ursus americanus)                                                   |
|  |                                                                                         |
|  | \| \| Urs polar (Ursus maritimus) \| \| \| \| \| \| Urs brun (Ursus arctos) \| \| \| \| |
|  |                                                                                         |
|  | Urs polar (Ursus maritimus)                                                             |
|  |                                                                                         |
|  | Urs brun (Ursus arctos)                                                                 |
|  |                                                                                         |

|  | Urs polar (Ursus maritimus) |
|  |                             |
|  | Urs brun (Ursus arctos)     |
|  |                             |

|  | \| \| Urs buzat (Melursus ursinus) \| \| \| \| \| \| Urs malaez (Helarctos malayanus) \| \| \| \| |
|  |                                                                                                   |
|  | Urs negru asiatic (Ursus thibetanus)                                                              |
|  |                                                                                                   |
|  | Urs buzat (Melursus ursinus)                                                                      |
|  |                                                                                                   |
|  | Urs malaez (Helarctos malayanus)                                                                  |
|  |                                                                                                   |

|  | Urs buzat (Melursus ursinus)     |
|  |                                  |
|  | Urs malaez (Helarctos malayanus) |
|  |                                  |

|  | Urs negru american (Ursus americanus)                                                   |
|  |                                                                                         |
|  | \| \| Urs polar (Ursus maritimus) \| \| \| \| \| \| Urs brun (Ursus arctos) \| \| \| \| |
|  |                                                                                         |
|  | Urs polar (Ursus maritimus)                                                             |
|  |                                                                                         |
|  | Urs brun (Ursus arctos)                                                                 |
|  |                                                                                         |

|  | Urs polar (Ursus maritimus) |
|  |                             |
|  | Urs brun (Ursus arctos)     |
|  |                             |

|  | \| \| Urs buzat (Melursus ursinus) \| \| \| \| \| \| Urs malaez (Helarctos malayanus) \| \| \| \| |
|  |                                                                                                   |
|  | Urs negru asiatic (Ursus thibetanus)                                                              |
|  |                                                                                                   |
|  | Urs buzat (Melursus ursinus)                                                                      |
|  |                                                                                                   |
|  | Urs malaez (Helarctos malayanus)                                                                  |
|  |                                                                                                   |

|  | Urs buzat (Melursus ursinus)     |
|  |                                  |
|  | Urs malaez (Helarctos malayanus) |
|  |                                  |

|  | Urs negru american (Ursus americanus)                                                   |
|  |                                                                                         |
|  | \| \| Urs polar (Ursus maritimus) \| \| \| \| \| \| Urs brun (Ursus arctos) \| \| \| \| |
|  |                                                                                         |
|  | Urs polar (Ursus maritimus)                                                             |
|  |                                                                                         |
|  | Urs brun (Ursus arctos)                                                                 |
|  |                                                                                         |

|  | Urs polar (Ursus maritimus) |
|  |                             |
|  | Urs brun (Ursus arctos)     |
|  |                             |

Se presupune că ursul brun a evoluat din specia Ursus etruscus⁠(en)[traduceți] în Asia în timpul Pliocenului timpuriu⁠(en)[traduceți]. O analiză genetică a indicat că descendența ursului brun s-a desprins de complexul de specii al ursului de peșteră acum aproximativ 1.2–1.4 milioane de ani, dar nu a clarificat dacă U. savini a persistat ca paraspecie⁠(en)[traduceți] pentru ursul brun înainte de a pieri. Cele mai vechi fosile de urs brun se găsesc în Asia și datează de acum în jur de 500.000 până la 300.000 de ani.  Urșii bruni au intrat în Europa 250.000 de ani și în Africa Nordică la scurt timp după aceea. Rămășițe de urs brun din perioada Pleistocenului sunt comune în Insulele Britanice, unde se poate ca urșii bruni, printre alți factori, să fi contribuit la extincția urșilor de peșteră (Ursus spelaeus).
Urșii bruni și-au făcut apariția pentru prima oară în America de Nord din Eurasia prin intermediul Beringiei în timpul Glaciațiunii Ilinoianului⁠(en)[traduceți]. Dovezile genetice sugerează că mai multe diferite populații de urși bruni au migrat în America de Nord, ceea ce se aliniază cu ciclurile glaciale ale Pleistocenului. Populația fondatoare a celor mai mulți urși bruni nord-americani a ajuns prima, descendența genetică dezvoltându-se acum ~177.000 de ani BP. Divergențele genetice sugerează că urșii bruni au migrat pentru prima oară în sud în timpul Etapei Izotope Marine 5⁠(en)[traduceți] (~92.000–83.000 de ani BP), la deschiderea coridorului lipsit de gheață. După o extincție locală în Beringia acum ~33.000 de ani BP, două descendențe noi, dar strâns înrudite, au repopulat Alaska și Canada de nord din Eurasia după Ultimul Maxim Glacial⁠(en)[traduceți] (>25.000 de ani BP).
Fosilele de urși bruni descoperite în Ontario, Ohio, Kentucky și Labrador arată că specia se găsea mai departe în est decât era indicat în mărturiile istorice. În America de Nord, două tipuri ale subspeciei Ursus arctos horribilis sunt în general recunoscute—ursul brun costal și ursul grizzly continental.

### Hibrizi

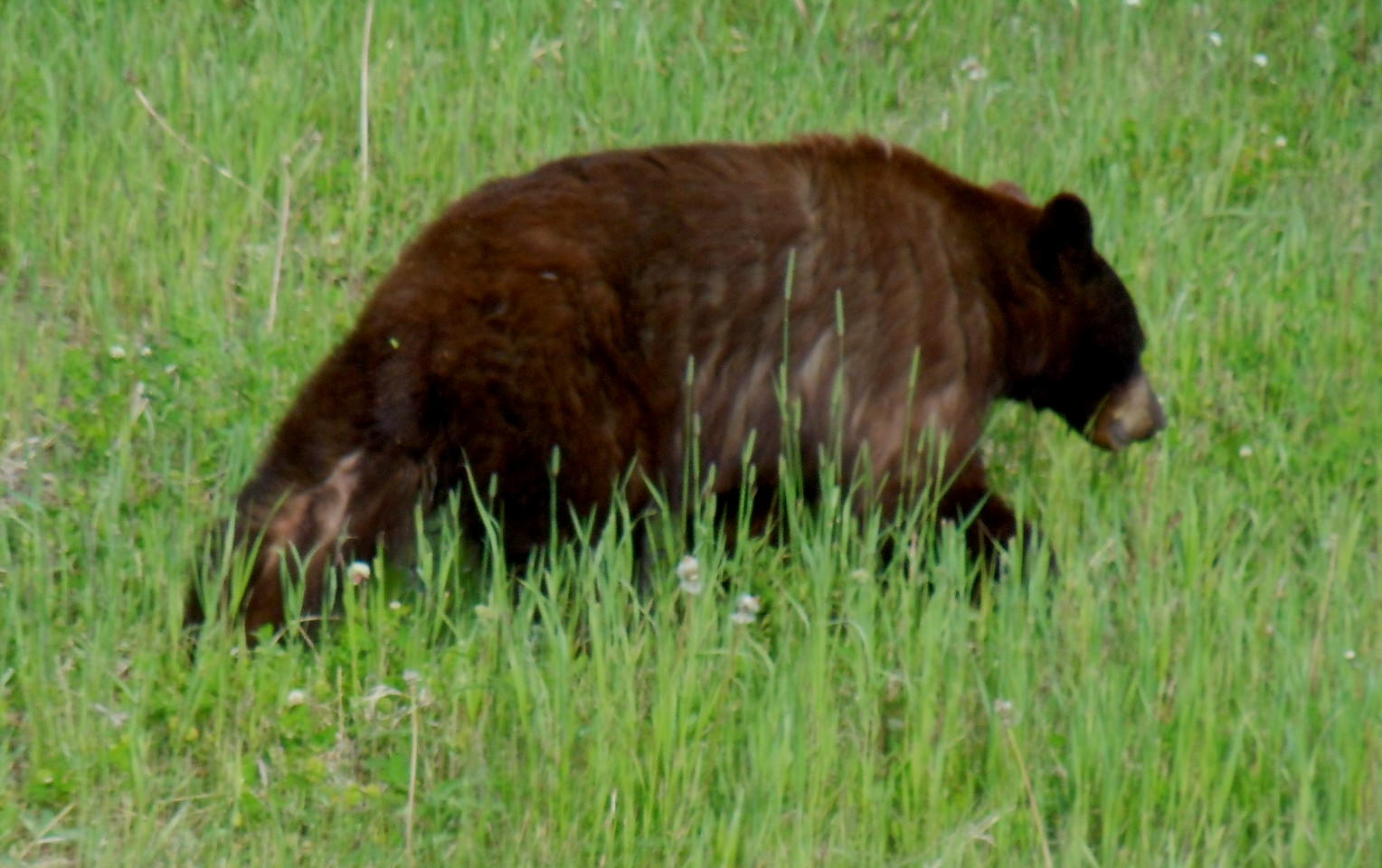
Posibil hibrid între grizzly și urs negru american în Teritoriul Yukon

Un hibrid între grizzly și ursul polar este un hibrid de ursidă⁠(en)[traduceți] rar care rezultă dintr-o încrucișare dintre un urs brun și un urs polar. A avut loc deopotrivă în captivitate și în sălbăticie. În 2006, incidența acestui hibrid a fost confirmată prin testarea ADN-ului unui urs ce arăta straniu care a fost împușcat în Arctica canadiană, iar de atunci au fost confirmați în aceeași regiune încă șapte hibrizi, toți descinși dintr-un singur urs polar femelă. Anterior, hibridul a fost produs în grădini zoologice și era considerat un animal criptozoologic (un animal ipotetic pentru care nu există nicio dovadă științifică de existență în sălbăticie). Analizele asupra genomurilor urșilor au arătat că introgresiunea⁠(en)[traduceți] dintre specii era răspândită la nivel larg în timpul evoluției genului Ursus, incluzând introgresiunea de ADN de urs polar introdusă urșilor bruni în timpul Pleistocenului.

## Descriere

### Mărime

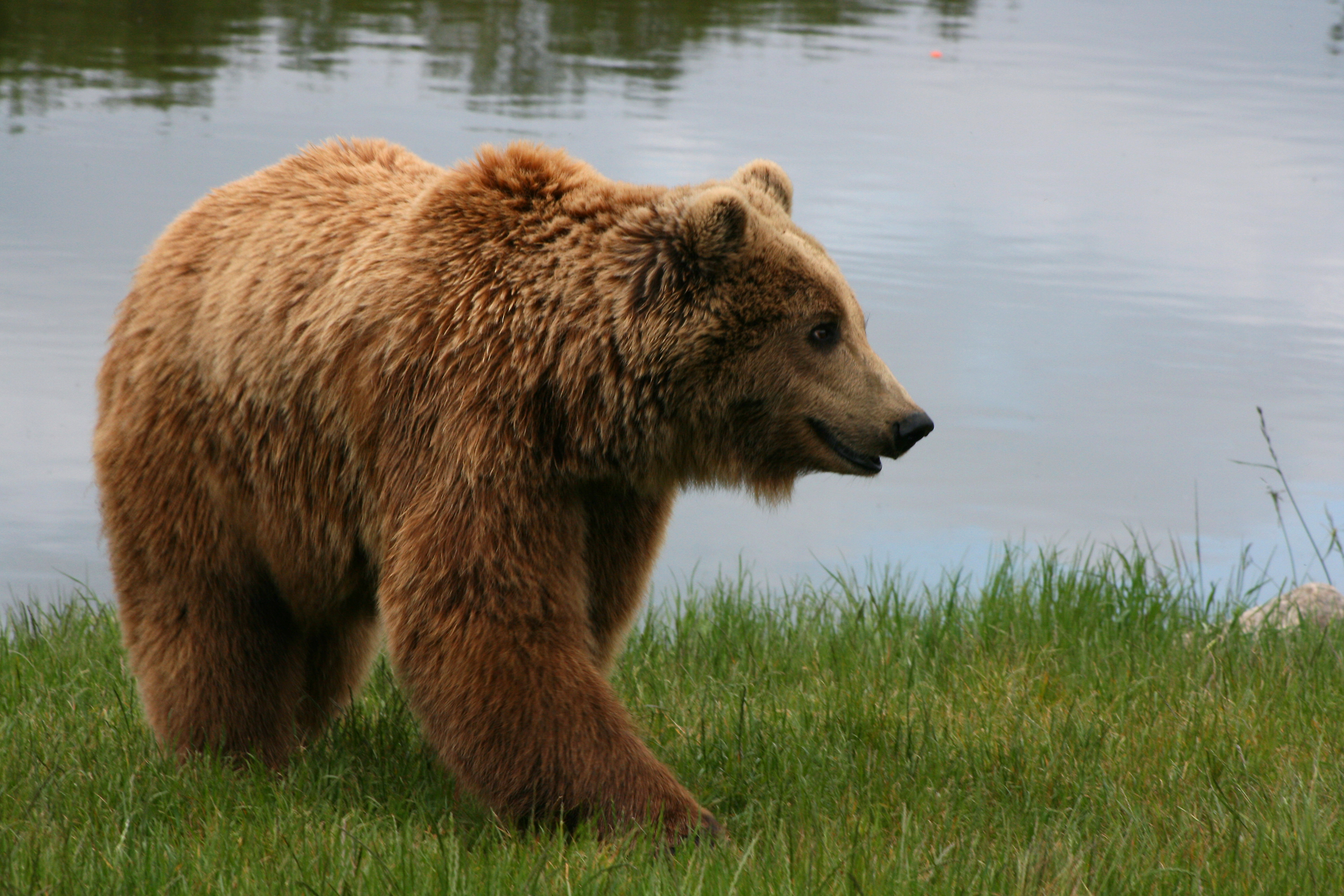
Urșii bruni sunt foarte variabili în mărime. Urșii bruni eurasiatici adesea se încadrează pe la mărimile medii până la mici pentru specie.

Ursul brun este cel mai variabil în mărime dintre urșii moderni. Mărimea tipică depinde de populația din care provine, fiindcă majoritatea subtipurilor acceptate variază mult în mărime. Asta este parțial datorită dimorfismului sexual, căci urșii bruni masculi sunt în medie cu cel puțin 30 % mai mari decât femelele la majoritatea subtipurilor. Urșii individuali variază sezonier în mărime, cântărind cel mai puțin primăvara din cauza lipsei alimentării din timpul hibernării și cel mai mult toamna târziu, după o perioadă de polifagie⁠(en)[traduceți] ca să ia în greutate pentru a se pregăti pentru hibernare.

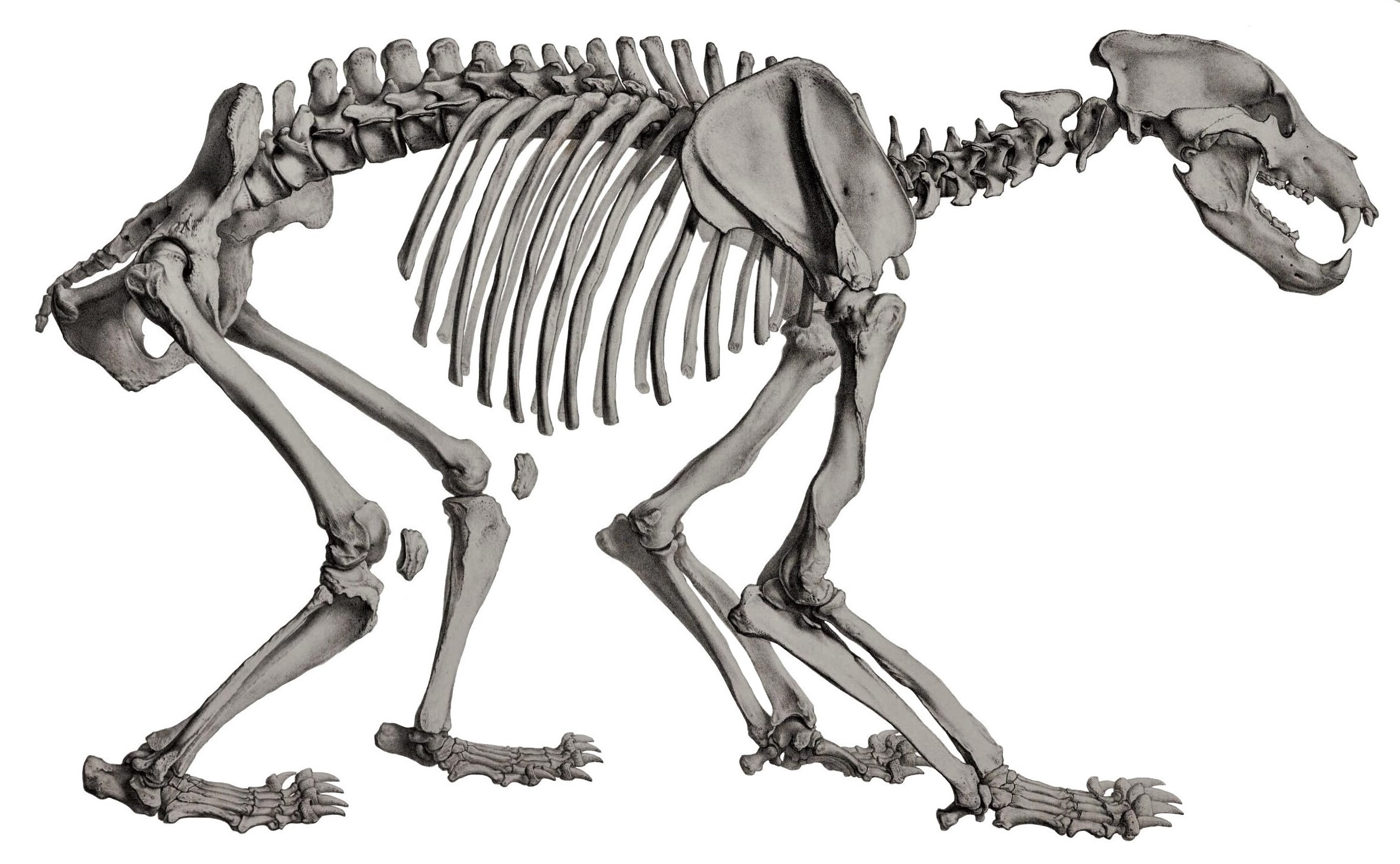
Schelet de urs brun

Urșii bruni cântăresc în general 80 până la 600 kg, masculii depășind femelele în greutate. Au o lungime a capului plus cea a trunchiului de 1,4 până la 2,8 m și o înălțime până la greabăn de 70 până la 153 cm. Coada este relativ scurtă, ca la toții urșii, variind în lungime de la 6 până la 22 cm. Cei mai mici urși bruni, femele primăvara din rândul populațiilor cu pământ sterp, pot cântări atât de puțin încât să se potrivească aproximativ cu greutatea corporală a masculilor din cea mai mică specie vie de urs, ursul malaez (Helarctos malayanus), în timp ce cele mai mari populații costale ating mărimi în mare parte similare cu cele ale celei mai mari specii vii de urs, ursul polar. Urșii bruni din zonele de interior sunt în general mai mici, având cam aceeași greutate ca un leu mediu, cu o medie de 180 kg la masculi și 135 kg la femele, pe când adulții din populații costale cântăresc cam de două ori pe atât. Greutatea medie a unor urși masculi adulți din 19 populații a fost aflată ca fiind de 217 kg, în timp ce despre niște femele adulte din 24 de populații s-a aflat să aibă în medie 152 kg.

### Colorit

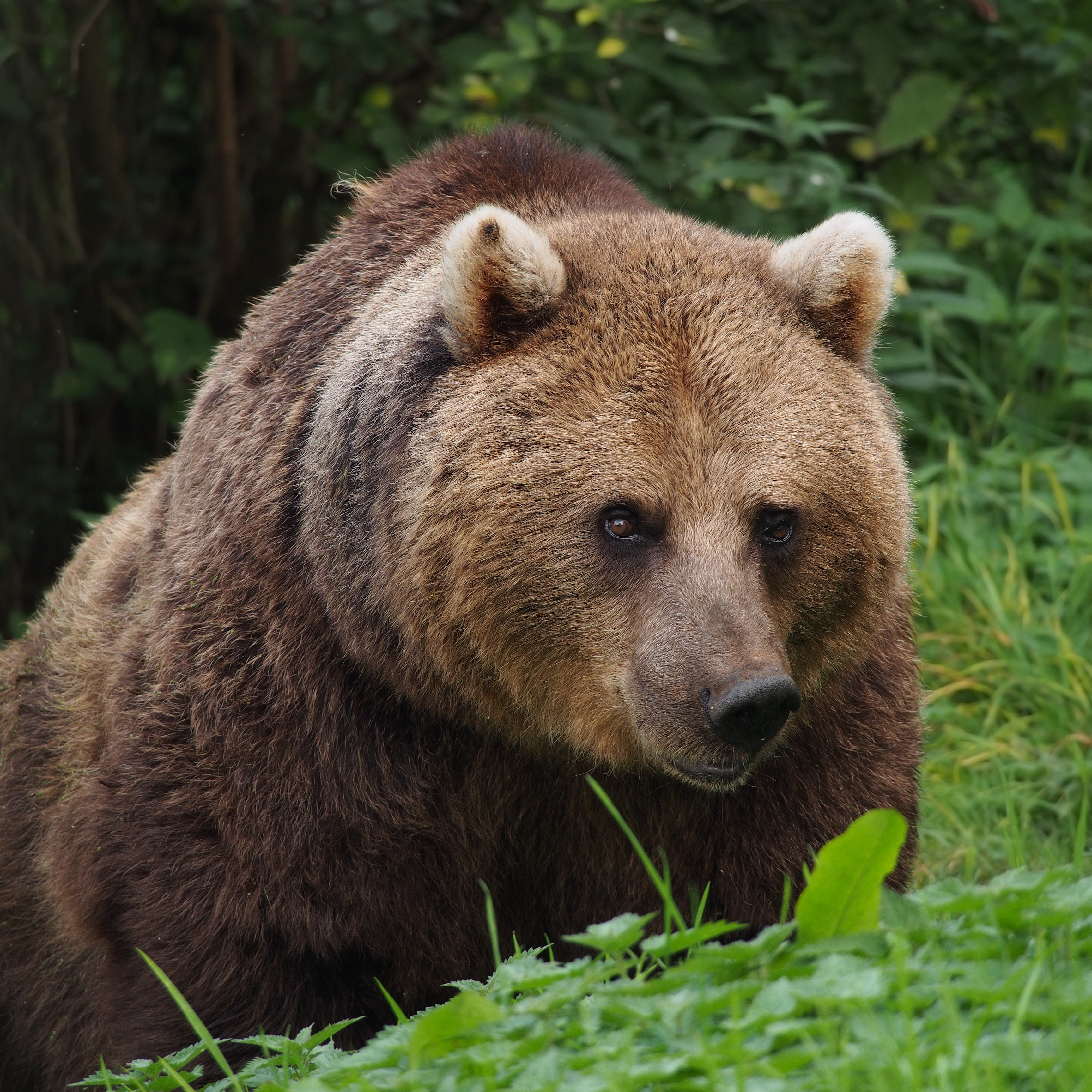
Urs brun la en

Urșii bruni adeseori nu sunt pe deplin bruni. Au blană deasă, lungă, cu o coamă moderat alungită la spatele gâtului care variază oarecum în rândul tipurilor de urs. În India, urșii bruni pot fi roșiatici cu peri cu vârf argintiu, în timp ce în China urșii bruni sunt bicolori, cu un guler brun-gălbeniu sau albicios de-a lungul gâtului, pieptului și umerilor. Chiar și în cadrul populațiilor bine definite, indivizii pot arăta tente foarte variabile de brun. Urșii grizzly nord-americani pot fi bruni-închis (aproape negri) până la crem (aproape albi) sau bruni-gălbenii și adeseori au picioare de culoare mai închisă. Denumirea comună „grizzly” vine de la coloritul lor tipic, perii de pe spatele lor fiind de obicei negrii-maronii la bază și crem-albicioși la vârfuri, ceea ce le conferă distinctiva lor culoare „grizonată”. În afară de subspecia scorțișorie⁠(en)[traduceți] a ursului negru american (U. americanus cinnamonum), ursul brun este singura specie modernă de urs care obișnuiește să aibă aspect cu adevărat brun. Blana de iarnă a ursului brun este foarte deasă și lungă, mai ales la subspeciile nordice, și poate atinge 11 până la 12 cm la greabăn. Perii de iarnă sunt subțiri, însă aspri la atingere. Blana de vară este mult mai scurtă și rară, lungimea și densitatea sa variind la nivelul arealelor geografice.

### Morfologie și mărime craniale

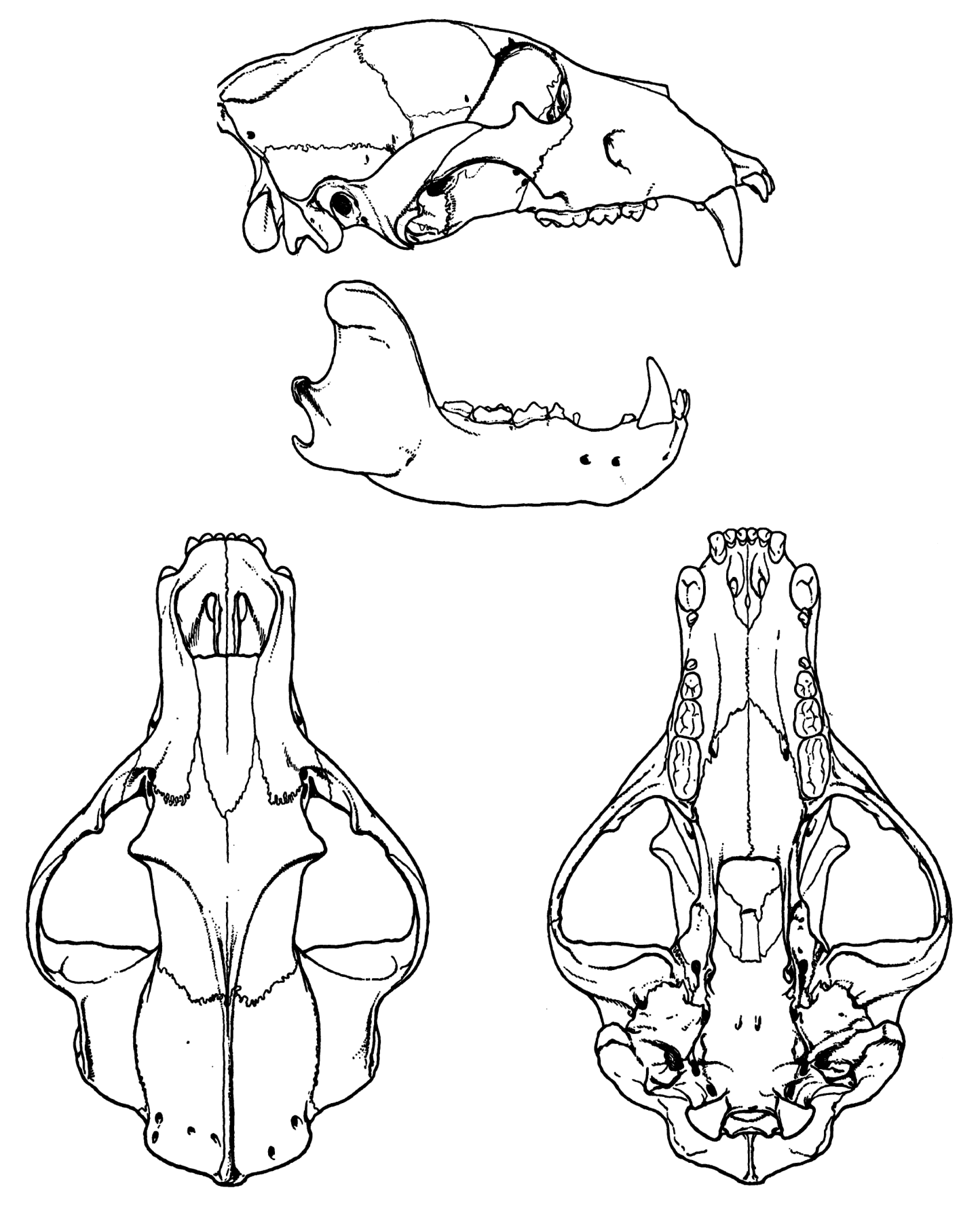
Craniu: privire din laterală (sus), privire de sus (stânga) și privire de jos (dreapta)

Adulții au cranii concave, masive și cu construcție robustă, care sunt mari proporțional cu corpul. Proeminențele craniului sunt bine dezvoltate. Lungimile craniilor urșilor bruni rusești tind să fie de 31,5 până la 45,5 cm pentru masculi și de 27,5 până la 39,7 cm pentru femele. Urșii bruni au cel mai vast craniu dintre oricare specie extantă de urs din subfamilia Ursinae. Lățimea arcadelor zigomatice la masculi este de 17,5 până la 27,7 cm și de 14,7 până la 24,7 cm la femele. Urșii bruni au fălci puternice: incisivii și caninii sunt mari, iar caninii de jos sunt puternic curbați. Primii trei molari ai fălcii superioare sunt subdezvoltați și cu o singură coroană și o singură rădăcină. Al doilea molar de sus este mai mic decât ceilalți și este de obicei absent la adulți. Este de obicei pierdut la o vârstă fragedă, nelăsând nicio urmă de-a alveolei în falcă. Primii trei molari ai fălcii inferioare sunt foarte slabi și sunt adeseori pierduți la o vârstă fragedă. Dinții urșilor bruni reflectă maleabilitatea alimentară a acestora și sunt în mare parte similari cu cei ai altor urși. Aceștia sunt categoric mai largi decât dinții urșilor negri americani, dar în medie mai scurți la lungimea molarilor decât la urșii polari.

### Gheare și labele picioarelor

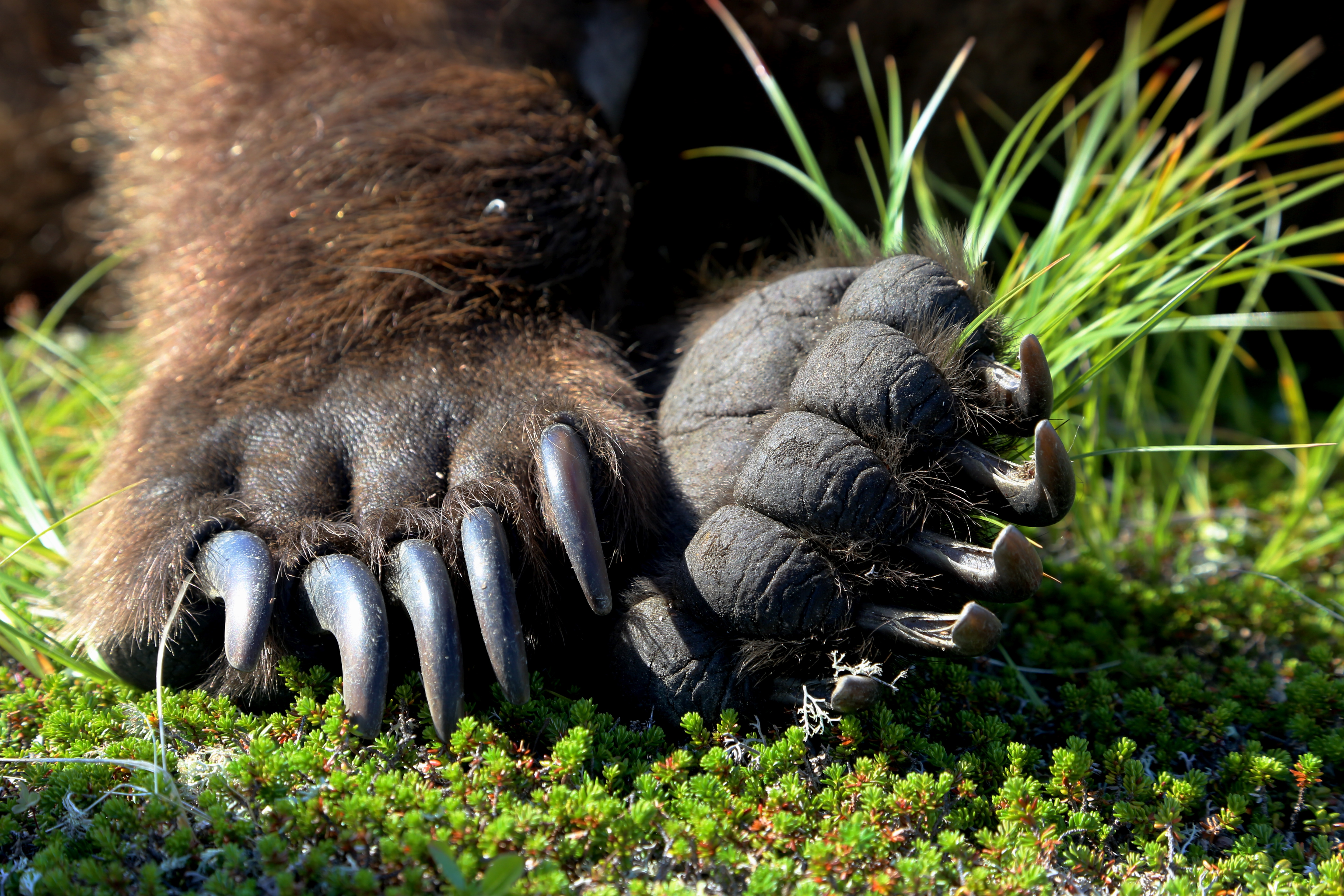
Labe din față

Urși bruni au gheare mari, curbate, cele din față fiind mai mari decât cele din spate. Pot atinge 5 până la 6 cm și măsura 7 până la 10 cm de-a lungul curburii. În comparație cu ursul negru american (Ursus americanus), ursul brun are gheare mai lungi și mai puternice, cu o curbă boantă.  Din cauza structurii ghearelor lor, pe lângă greutatea lor în plus, urșii bruni adulți nu pot să se urce în copaci la fel de bine ca urșii negri. Ghearele unui urs polar sunt destul de diferite, fiind notabil mai scurte, dar mai late, cu o curbură puternică și un vârf mai ascuțit. Ursul brun are labe mari; labele picioarelor din spate măsoară 21 până la 36 cm în lungime, în timp ce labele picioarelor din față tind să măsoare cu 40 % mai puțin. Urșii bruni sunt singurii urși extanți cu o cocoașă în vârful umerilor, care este alcătuită în întregime din mușchi. Această trăsătură s-a dezvoltat pesemne pentru a întrebuința mai multă forță la săpat, ceea ce ajută la căutarea hranei și facilitează construirea vizuinilor înaintea hibernării.

## Răspândire și habitat

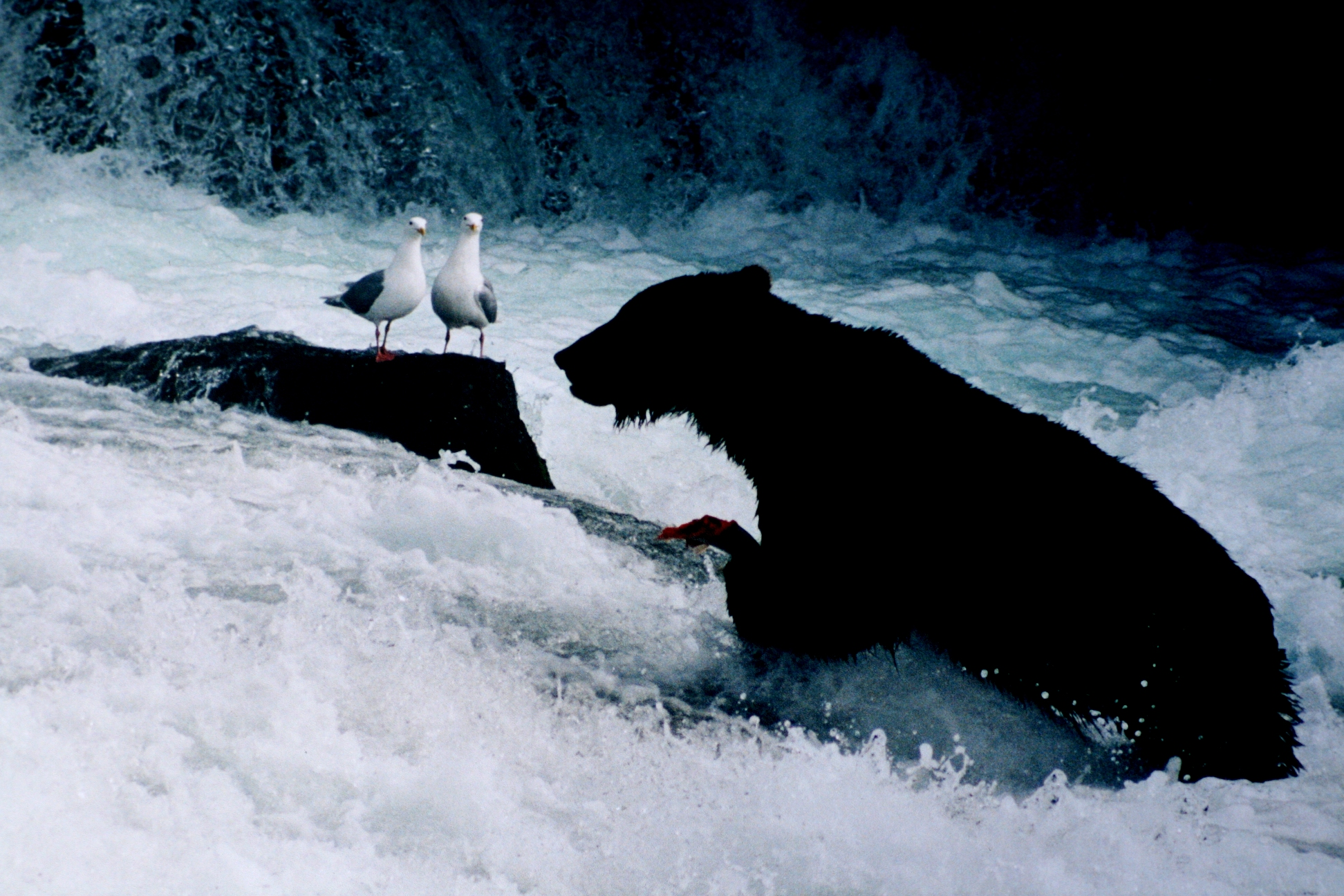
Urs brun la Cascada Brooks

Urșii bruni populează cea mai largă gamă de habitate dintre oricare specie vie de urs. Par să nu aibă nicio preferință altitudinală și a fost înregistrată de la nivelul mării până la o înălțime de 5.000 m în Munții Himalaya. În majoritatea arealului lor, urșii bruni par să prefere ținuturi semideschise, cu vegetație împrăștiată, care le pot permite să aibă parte de un loc de odihnă în timpul zilei. Totuși, au fost consemnați ca populând fiecare varietate de pădure temperată⁠(en)[traduceți] nordică despre care se știe că există.
Această specie era cândva nativă în Europa, mare parte din Asia, Munții Atlas din Africa, și America de Nord, dar acum sunt extincții la nivel local⁠(en)[traduceți] în unele zone, iar populațiile lor au scăzut cu mult în unele zone. Au mai rămas aproximativ 200.000 de urși bruni în lume. Cele mai mari populații sunt în Rusia cu 130.000, Statele Unite cu 32.500 și Canada cu în jur de 25.000. Urșii bruni trăiesc în Alaska, către est prin Yukon și Teritoriile de Nord-Vest, către sud prin Columbia Britanică și prin jumătatea vestică a Albertei. Populația din Alaska este estimată la un număr sănătos de 30.000 de indivizi. În cele 48 de state de mai jos, urșii repopulează lent, dar constant, de-a lungul Munților Stâncoși și Marilor Câmpii vestice.
În Europa, în 2010, existau 14.000 de urși bruni în zece populații fragmentate, din Spania (efectiv estimat la numai 20–25 de animale în Pirinei în 2010, într-un lanț împărțit între Spania, Franța și Andorra, și vreo 210 de animale în Asturia, Cantabria, Galicia și León, în Picos de Europa și zone adiacente în 2013) în vest, până la Rusia în est, și din Suedia și Finlanda în nord până în România (5.000–6.000), Bulgaria (900–1.200), Slovacia (cu în jur de 600–800 de animale), Slovenia (500–700 de animale) și Grecia (Karamanlidis et al. în 2015 estimând >450 de animale) în sud. În Asia, urșii bruni sunt găsiți în principal de-a lungul Rusiei, de acolo mai neuniform în sud-vest în părți din Orientul Mijlociu, incluzând estul Regiunea Mării Negre, Turcia, ce are 5.432 de indivizi de urs brun, în sud până în sud-vestul Iranului, iar în sud-est până în China de Nord-Est. Urșii bruni sunt de asemenea găsiți în China de Vest, Kârgâzstan, Coreea de Nord, Pakistan, Afganistan și India. O populație de urși bruni poate fi găsită pe insula japoneză Hokkaidō, care găzduiește cel mai mare număr de urși bruni ne-rusești din Asia de Est, cu în jur de 2.000–3.000 de animale.

### Stare de conservare

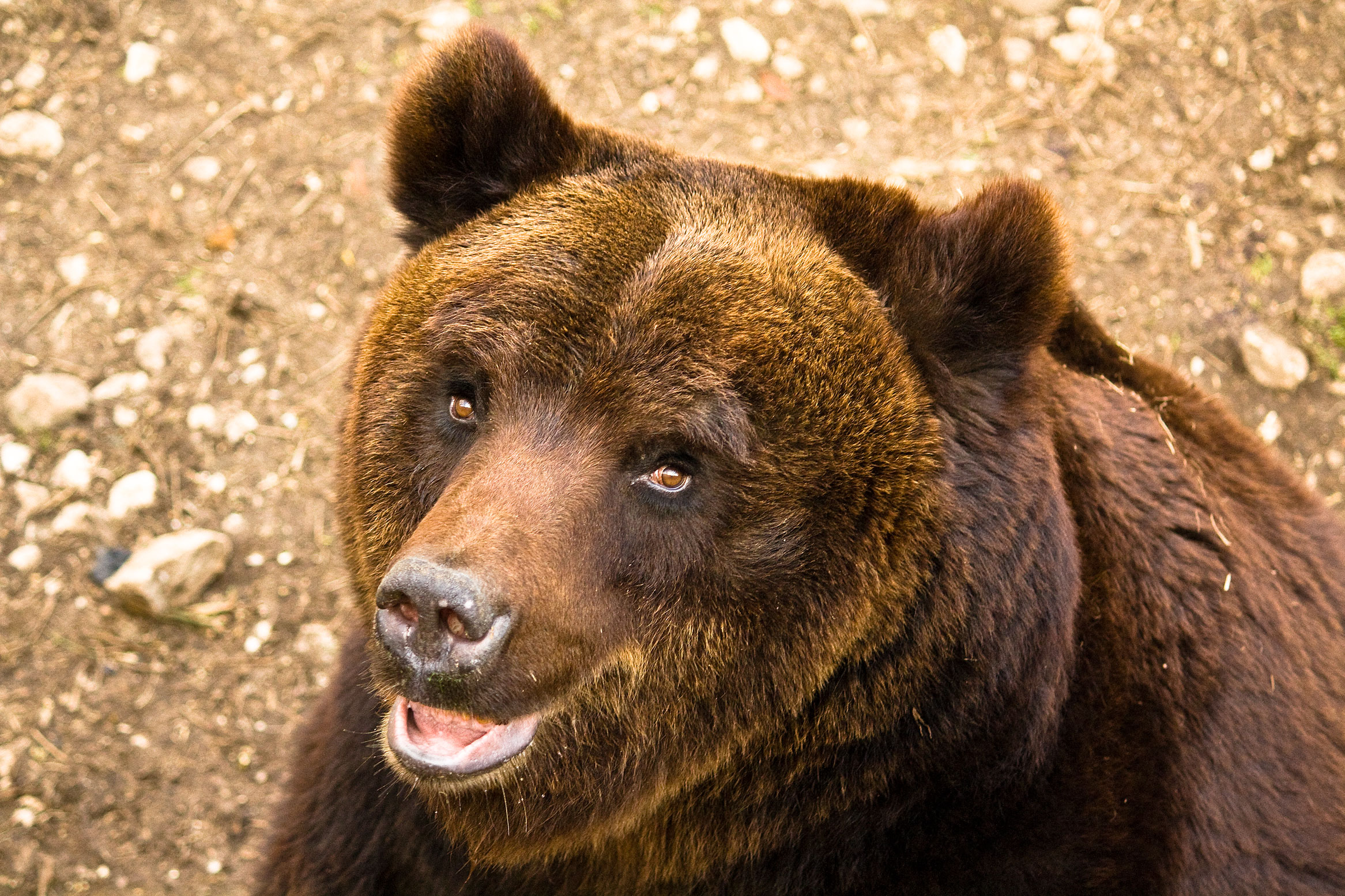
Un en, al cărui areal este restricționat la en, Italia

Cu toate că arealul ursului brun s-a micșorat, iar acesta a înfruntat extincții locale, specia rămâne listată de către ICUN ca specie neamenințată cu dispariția, cu o populație totală de aproximativ 200.000 de indivizi. Până în 2012, ursul brun și ursul negru american erau singurele specii de urs care nu erau clasificate de către IUCN drept amenințate. Cu toate acestea, ursul grizzly californian, ursul brun de Ungava⁠(en)[traduceți], U. a. crowtheri⁠(en)[traduceți] și ursul grizzly mexican, precum și populații de urși bruni din Pacificul de Nord-Vest, au fost vânate până la extincție în secolul al XIX-lea și începutul secolului al XX-lea și multe dintre subspeciile sud-asiatice sunt foarte periclitate. U. a. syriacus este foarte rară și a dispărut la nivel local din mai mult de jumătate din arealul său istoric. Una dintre subspeciile cu cel mai mic corp, ursul brun himalayan (U. a. isabellinus), este critic pe cale de dispariție: ocupă numai 2 % din fostul său areal și este amenințată de braconarea necontrolată pentru părți ale corpului său. Despre ursul brun marsican⁠(en)[traduceți] din Italia centrală se crede că are o populație de numai 50 de urși.
Populațiile cele mai mici sunt cel mai vulnerabile la pierderea și fragmentarea de habitat⁠(en)[traduceți], pe când cele mai mari sunt în cea mai mare parte ameințate de vânarea excesivă. Folosirea pământului pentru agricultură poate să afecteze negativ urșii bruni. mai mult, șoselele și șinele căilor ferate⁠(en)[traduceți] ar putea să constituie o amenințare serioasă, fiindcă vehiculele în mișcare pot să se ciocnească cu animalele care traversează. Braconajul a fost citat drept alt factor al mortalității. Într-un caz particular, un sondaj desfășurat pe o perioadă de 3 ani în Orientul Îndepărtat Rus a detectat expedierea ilegală de vezici biliare de urs brun către țări din Asia de Sud-Est. Scopul și motivația din spatele comerțului sunt necunoscute.
Un plan de acțiune din 2000 își propunea să ajute la conservarea urșilor bruni din Europa prin atenuarea conflictului dintre animale sălbatice și oameni⁠(en)[traduceți], educarea proprietarilor de ferme în privința practicilor durabile și menținerea și extinderea pădurilor rămase. A fost oferită despăgubire oamenilor care au suferit pierderi legate de șeptelului⁠(en)[traduceți], rezerve alimentare sau adăpost. În unele țări s-au înregistrat populații în creștere de urși bruni, precum în Suedia, unde a avut loc o creștere anuală de 1,5 % între anii 1940 și anii 1990. Urșii bruni din Asia Centrală sunt în cea mai mare parte amenințați de schimbarea climatică. În răspuns la această amenințare, specialiști ce se ocupă cu conservarea naturii plănuiesc să construiască coridoare ecologice care să permită accesul facil de la o populație de urși bruni la alta. În Nepalul himalayan, fermierii pot să ucidă urși bruni ca reacție la vânarea șeptelului de către urși brunii.

## Comportament și istorie de viață

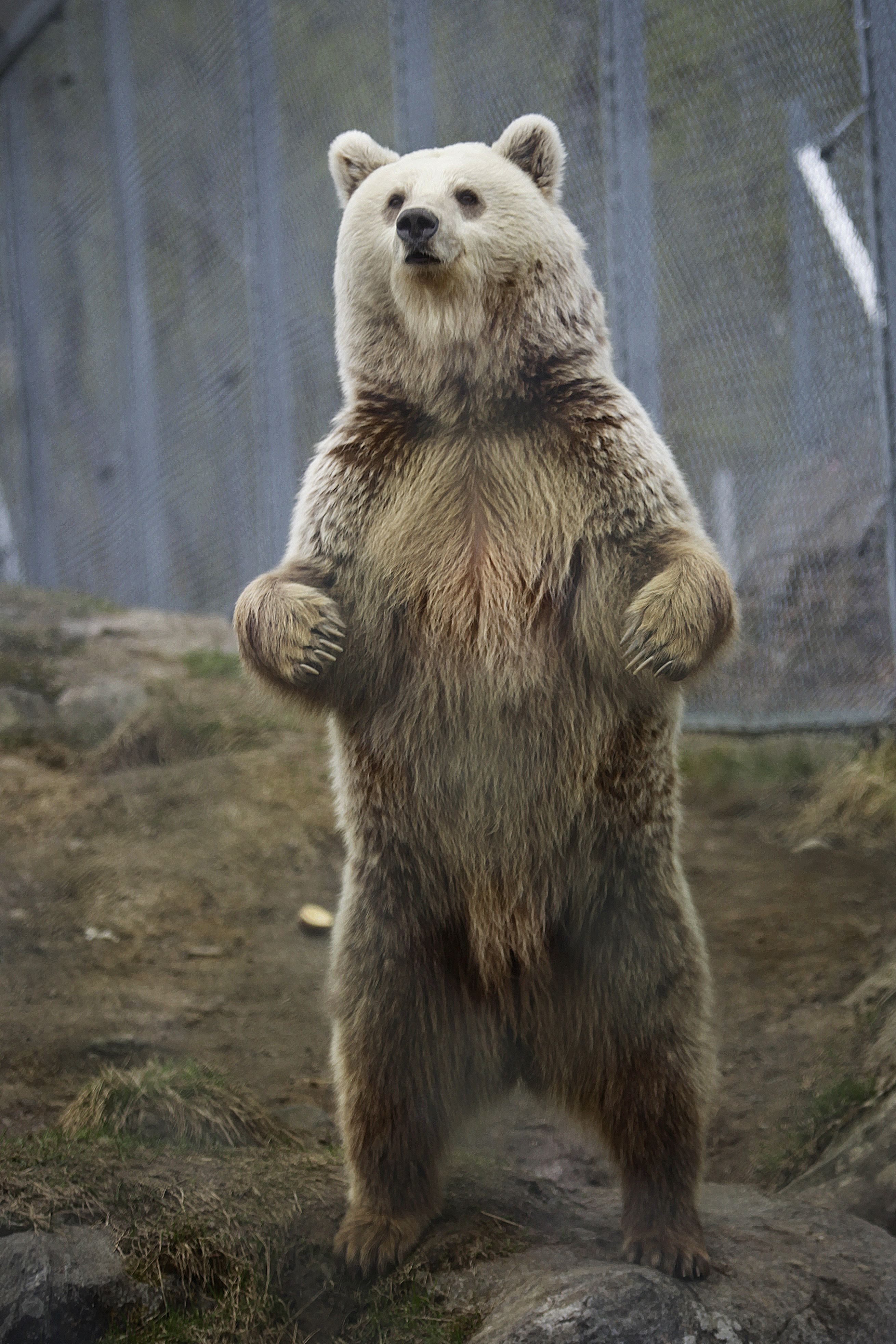
Ca toți urșii, urșii bruni pot sta drepți pe picioarele posterioare și umbla vreme de câțiva pași în această poziție, motivați să facă asta de obicei de curiozitate, foame sau neliniște.

Un studiu din 2014 a dezvăluit că activitatea urșilor bruni atingea apogeul în jurul dimineții și al primelor ore ale serii. Deși activitatea poate avea loc ziua sau noaptea, urșii care locuiesc în zone unde sunt predispuși să interacționeze cu oameni sunt mai predispuși să fie pe deplin nocturni. 
În zonele cu puțină interacțiune, mulți urși adulți sunt în cea mai mare parte crepusculari⁠(en)[traduceți], în timp ce indivizii cu vârsta între 1 an și 2 ani și urșii de curând independenți par a fi cel mai activi pe durata zilei. Din vară până prin toamnă, un urs brun își poate dubla greutatea față de cât era în primăvară, dobândind până la 180 kg de grăsime, pe care se bazează ca să treacă peste iarnă, când devine letargic. Cu toate că nu sunt pe deplin hibernanți și pot fi treziți ușor, ambele sexe preferă să se folosească de o vizuină dintr-un loc protejat pe durata lunilor de iarnă. Vizuinile de hibernare pot fi situate în orice loc care oferă acoperământ împotriva intemperiilor și se poate acomoda corpurilor lor, precum o peșteră, o crevasă, rădăcini cavernoase de copaci sau bușteni găunoși.
Urșii bruni au unii dintre cele mai mari creieri dintre oricare membru extant al ordinului Carnivora relativ cu mărimea corporală a acestora și s-a dovedit că se folosesc de unelte, lucru care necesită abilități cognitive avansate. Această specie este în cea mai mare parte solitară, însă urșii se pot aduna în numere mari la surse majore de hrană (de exemplu, gropi de gunoi deschise sau râuri ce conțin somoni care depun icre) și forma ierarhii sociale pe baza vârstei și mărimii. Urșii masculi adulți sunt deosebit de agresivi și sunt evitați de masculi adolescenți și subadulți, atât la oportunități îngrămădite de hrănire și întâlniri întâmplătoare. Femelele cu pui rivalizează masculii adulți în agresivitate și sunt mult mai intolerabile față de alți urși decât femelele singure. Masculii adolescenți tineri tind să fie cei mai puțin agresivi și au fost observați în interacțiuni nepotrivnice unii cu ceilalți. Dominanța⁠(en)[traduceți] dintre urși este afirmată prin efectuarea unei orientări frontale, arătarea dinților canini, răsucirea buzei și întinderea gâtului la care un subordonat va răspunde cu o orientare laterală, prin întoarcerea spatelui și plecarea capului și stând în picioare sau stând jos. În timpul luptei, urșii își folosesc labele pentru a își lovi adversarii în piept sau umeri și pentru a mușca capul sau gâtul.

### Comunicare
Au fost consemnate mai multe expresii faciale la urșii bruni. „Fața relaxată” este făcută în timpul activităților zilnice, o față în care urechile sunt îndreptate către laterale și gura este închisă sau ușor deschisă. În timpul joacei sociale, urșii fac „fețe relaxate cu gura deschisă” în care gura este deschisă, cu o buză superioară ondulată și o buză inferioară atârnând, iar urechile sunt în alertă și în continuă mișcare. Când se uită la alt animal din depărtare, ursul face o „față în alertă” cu urechile înclinate și în alertă și cu ochii larg deschiși, dar gura este închisă sau numai ușor deschisă. „Fața tensionată cu gura închisă” este făcută cu urechile date pe spate și gura închisă și are loc atunci când ursul se simte amenințat. Când este abordat de alt individ, animalul face o „față cu buzele încrețite” cu o buză superioară care iese în afară și urechi care trec de la înclinate și în alertă când se află la o anumită distanță la date pe spate când se află mai aproape sau se retrage. „Fața cu fălcile căscate” constă dintr-o gură deschisă cu canini inferiori vizibili și buze atârnând, în timp ce „fața mușcătoare” este similară cu „fața relaxată cu gura deschisă” cu excepția faptului că urechile sunt aplatizate și ochii sunt suficient de larg deschiși încât să expună sclerotica. Atât „fața cu fălcile căscate”, cât și „fața mușcătoare” sunt făcute atunci când ursul este agresiv, iar urșii pot trece repede de la una la alta.
Urșii bruni produc de asemenea diverse vocalizări. Pufăitul are loc atunci când animalul este tensionat, în timp ce lătratul este făcut atunci când acesta este alarmat. Ambele sunete sunt produse de expirații, însă pufăitul este mai aspru și este făcut continuu (de aproximativ două ori pe secundă). Mârâiturile⁠(en)[traduceți] și răgetele⁠(en)[traduceți] sunt făcute în contextul agresiunii. Mârâitul este „aspru” și „gutural⁠(en)[traduceți]” și poate varia de la un simplu grrr până la un huruit. Un mârâit huruitor poate escalada într-un răget atunci când ursul atacă. Răgetul este descris ca „tunător” și poate parcurge 2 km. Mamele și puii care vor contact fizic vor zbiera, sunet care se aude ca uaug!, uaug!.

### Domenii vitale
Urșii bruni populează de obicei în domenii vitale vaste; totuși, aceștia nu sunt foarte teritoriali. Mai mulți urși adulți cutreieră liber și fără dispute aceeași vecinătate, câtă vreme drepturile la o femelă fertilă sau la surse de hrană nu sunt contestate. În ciuda lipsei lor de comportament teritorial tradițional, masculii adulți par să aibă o „zonă personală” în limitele a căreia alți urși nu sunt tolerați dacă sunt văzuți. Masculii întotdeauna se aventurează mai departe decât femelele, datorită faptului că un asemenea comportament oferă acces crescând la deopotrivă femele și surse de hrană. Femelele au avantajul de a popula teritorii mai mici, ceea ce scade probabilitatea întâlnirilor cu urși masculi care ar putea să pericliteze puii femelelor.
În zonele unde hrana este din belșug, precum Alaska costală, domeniile vitale pentru femele și masculi sunt de până la 24 km², respectiv 89 km². În mod similar, în Columbia Britanică, urșii din cele două sexe parcurg domenii vitale relativ compacte de 115 km² și 318 km². În Parcul Național Yellowstone, domeniile vitale sunt de până la 281 km² pentru femele și de până la 874 km² pentru masculi. În România a fost înregistrat cel mai întins domeniu vital pentru masculi adulți (3.143 km²). În Arctica centrală din Canada, unde sursele de hrană sunt destul de sărace, domeniile vitale variază până la 2.434 km² pentru femele și până la 8.171 km² pentru masculi.

### Reproducere
Sezonul de împerechere⁠(en)[traduceți] are loc din mijlocul lunii mai până la începutul lunii iulie, mutându-se pe mai târziu în an cu cât mai înspre nord sunt găsiți urșii. polygynandry⁠(en)[traduceți], urșii bruni rămânând cu aceeași pereche vreme de câteva zile până la câteva săptămâni. În afara acestui interval restrâns de timp, urșii bruni adulți masculi și femele nu prezintă niciun interes sexual unii față de ceilalți. Femelele se maturizează sexual între vârsta de patru până la opt ani. Masculii se împerechează pentru prima oară cu în jur de 1 an mai târziu, când sunt suficient de mari și de puternici ca să concureze cu alți masculi pentru drepturi de împerechere. Masculii vor încerca să se împerecheze cu cât de multe femele pot; de obicei, un mascul care are succes se împerechează cu două femele în decursul a uneia până la trei săptămâni. În mod similar, urșii bruni femele adulți se pot împerechea cu până la patru masculi, uneori până la opt, cât timp este la estru (în călduri), și este posibil să se împerecheze cu doi masculi într-o singură zi. Femelele ajung la estru la fiecare trei până la patru ani, cu un interval despărțitor de 2,4 până la 5,7 ani. Marcajele de urină ale unei femele la estru pot atrage mai mulți masculi prin intermediul mirosului. Masculii dominanți pot încerca să sechestreze o femelă pentru întreaga ei perioadă estrală de aproximativ două săptămâni, dar de obicei nu sunt în stare să o rețină pentru întreaga perioadă. Copulația⁠(en)[traduceți] este îndelungată și durează vreme de peste 20 de minute.

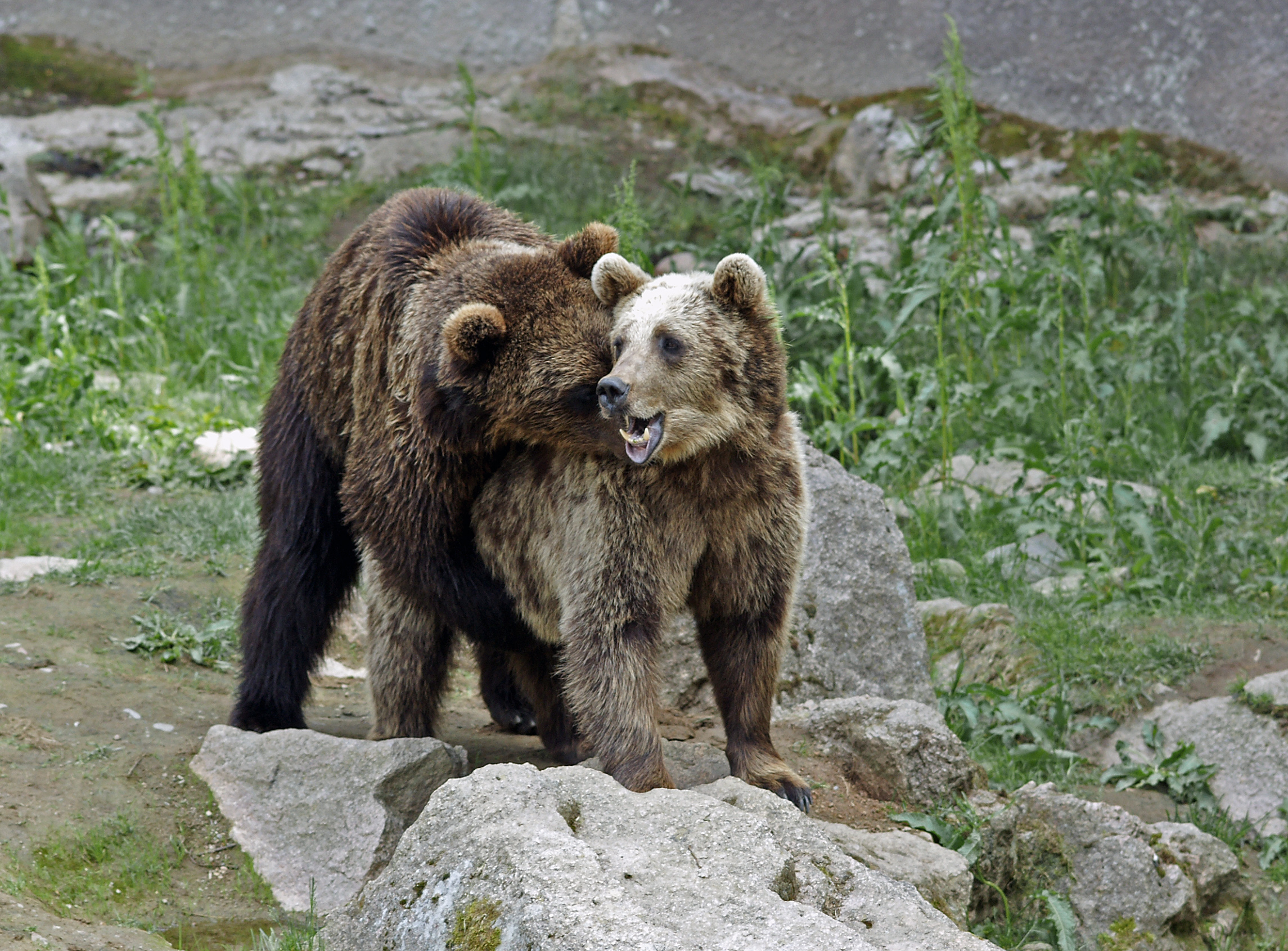
Pereche de urși bruni împerechindu-se la en din Ähtäri, Finlanda

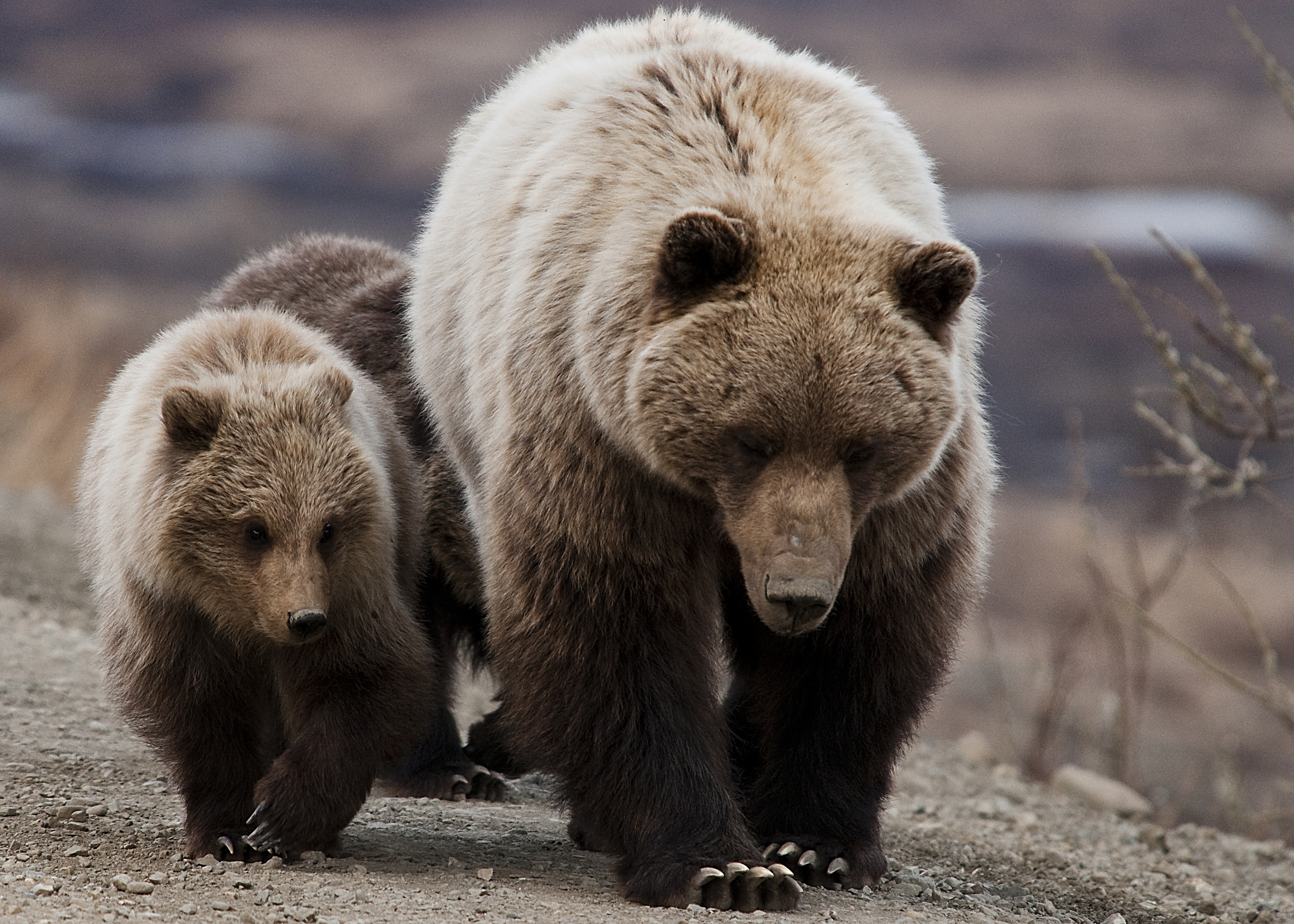
Puii de urs grizzly adeseori își imită mama îndeaproape.

Masculii nu iau parte la creșterea puilor – creșterea puilor este lăsată în întregime femelelor. Prin procesul nidației întârziate⁠(en)[traduceți], oul fertilizat al femelei se divide și plutește liber în uter vreme de șase luni. În timpul latenței de iarnă, fătul se atașează de peretele uterin. Puii se nasc opt săptămâni mai târziu, în timp ce mama doarme. Dacă mama nu capătă suficientă greutate pentru a supraviețui peste iarnă câtă vreme este gestantă, embrionul nu se împlântă și este reabsorbit în corp. Rândurile de pui constă din cel mult șase pui, însă rândurile de unu sau trei sunt mai tipice. Mărimea unui rând de pui depinde de factori precum locația geografică și rezerva de hrană. La naștere, puii sunt orbi, știrbi și lipsiți de păr și pot cântări de la 350 până la 510 g. Există consemnări de femele care uneori adoptă pui rătăciți sau chiar schimbă sau răpesc pui când ies din hibernare (o femelă mai mare poate revendica pui de la una mai mică). Femelele mai bătrâne și mai mari dintr-o populație tind să dea naștere la rânduri mai mari de pui. Puii se hrănesc cu laptele mamei lor până primăvara sau vara devreme, în funcție de condițiile climatice. La acel moment, puii cântăresc 7 până la 9 kg și s-au dezvoltat suficient ca să își urmeze mama pe distanțe lungi pentru a căuta hrană solidă.

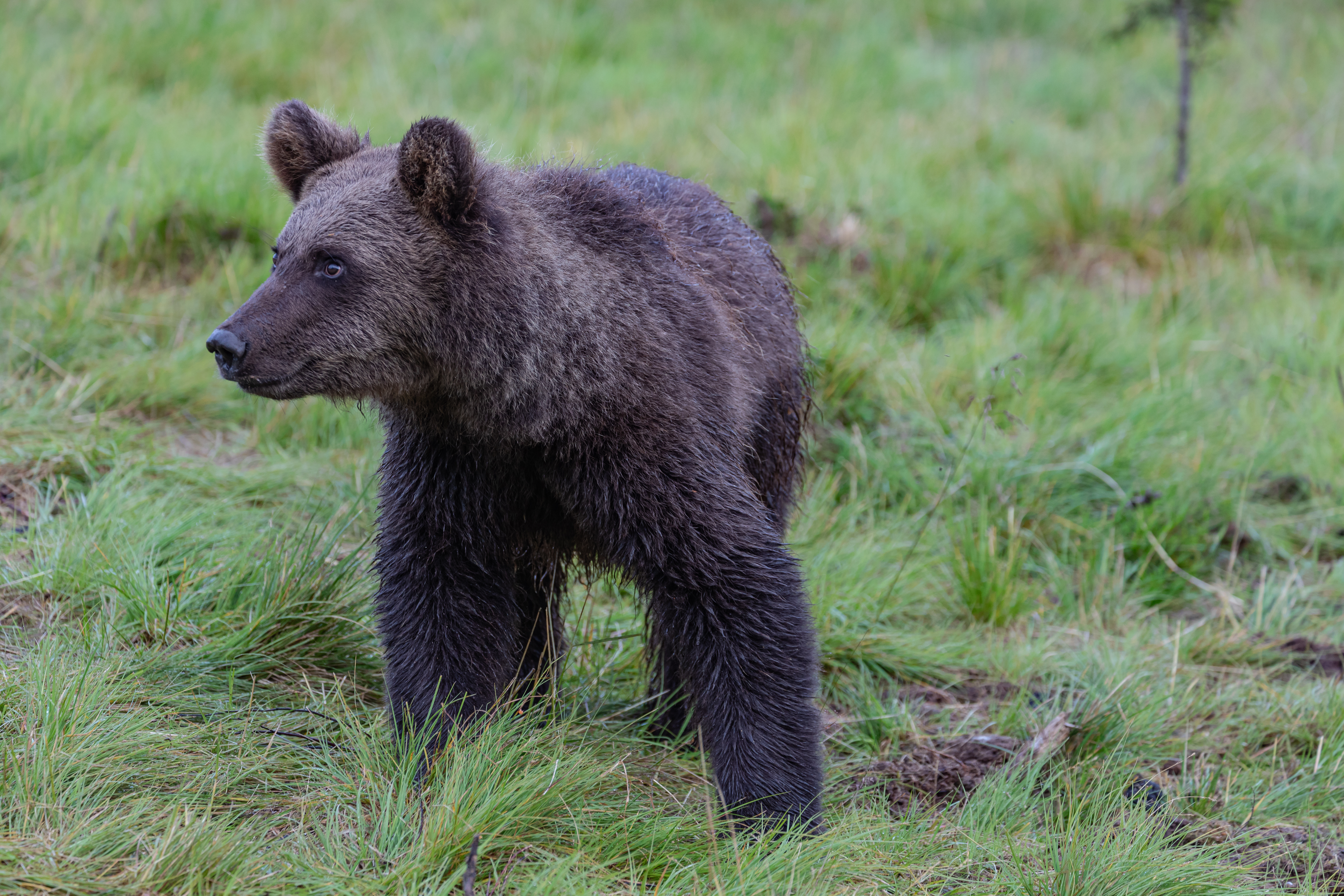
Pui de urs brun în Finlanda

Puii sunt dependenți de mamă și se formează o legătură strânsă. În timpul stadiului de dependență, puii învață (mai degrabă decât să moștenească ca instincte din naștere) tehnici de supraviețuire, precum care alimente au cea mai mare valoare nutrițională și cum să le obțină; cum să vâneze, pescuiască și să se apere; și unde să își facă vizuina. Mărimea crescută a creierului la carnivore mari a fost legată pozitiv cu dacă o specie dată este sau nu solitară, așa cum este ursul brun, sau își crește progeniturile în comun. Astfel, creierul relativ mare, bine dezvoltat al unui urs brun femelă este pesemne cheie în comportamentul învățător. Puii învață urmând și imitând acțiunile mamelor lor în timpul perioadei în care sunt cu ea. Puii rămân cu mama lor vreme de în medie 2,5 ani în America de Nord și devin independenți la vârsta de cel puțin 1,5 ani și cel mult 4,5 ani. Stadiul la care este atinsă independența poate în general să fie mai devreme în unele părți din Eurasia, fiindcă cea mai lungă durată în care o mamă a fost împreună cu puii a fost de 2,3 ani. Cele mai multe familii erau separate în mai puțin de 2 ani în cadrul unui studiu din Hokkaidō, iar în Suedia cei mai mulți pui cu vârstă cuprinsă între 1 an și 2 ani erau pe cont propriu. Urșii bruni practică infanticidul⁠(en)[traduceți], căci un urs mascul adult poate ucide puii altuia. Atunci când un urs mascul adult ucide un pui, motivul este de obicei că acesta încearcă să aducă femela la estru, căci ea va intra în această stare în două până la patru zile după moartea puilor ei. Puii pot fugi în sus pe un copac atunci când văd un urs mascul străin apropiindu-se. Mama adeseori îi apără cu succes, chiar dacă masculul poate fi de două ori mai greu decât ea. Totuși, se știe despre femele care au murit în asemenea confruntări.

### Obiceiuri alimentare

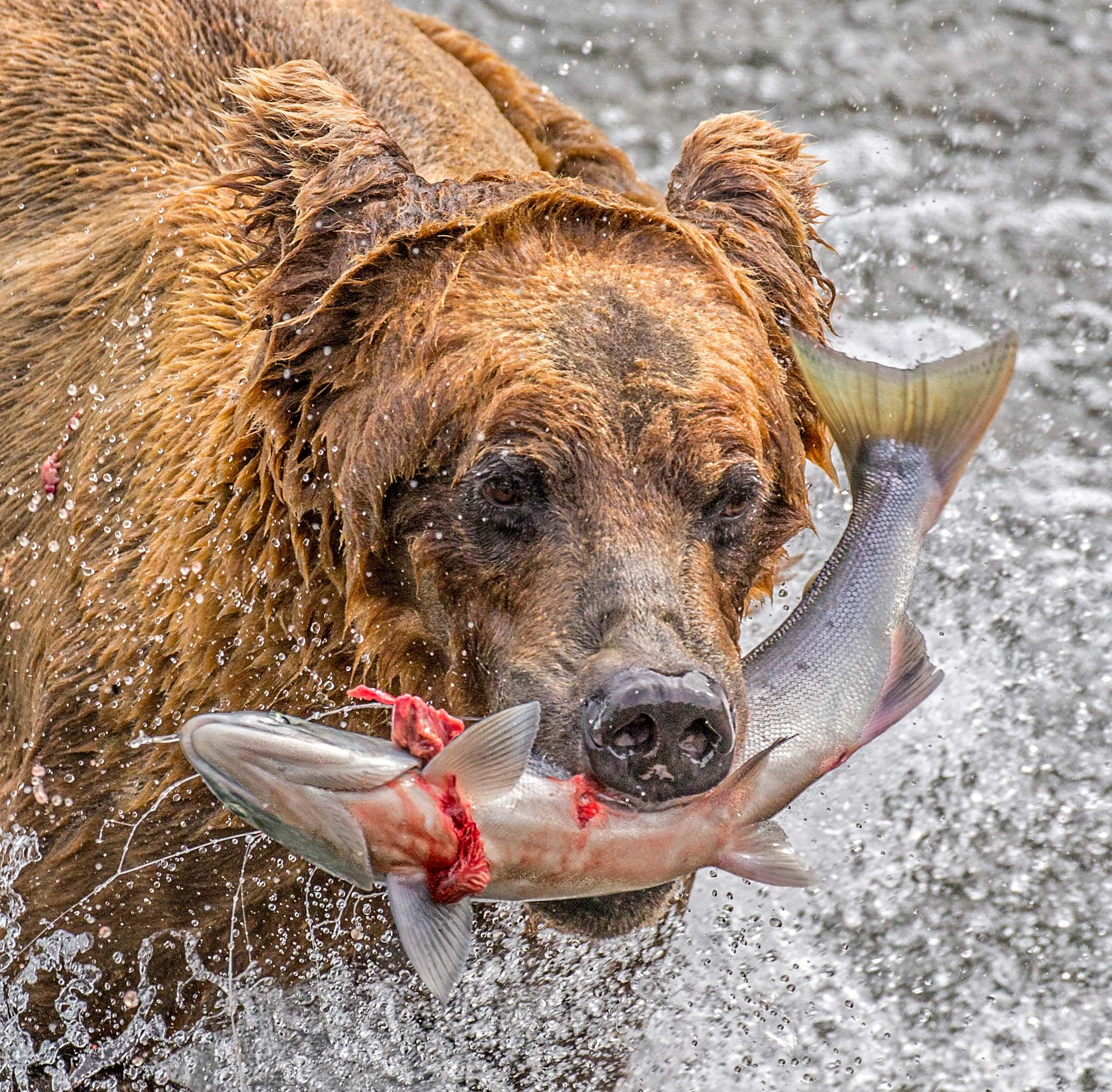
Urs brun vânând somon

Ursul brun este unul dintre cele mai omnivore animale și a fost consemnat consumând cea mai mare varietate de alimente dintre orice urs. În ciuda reputației lor, cei mai mulți urși bruni nu sunt foarte carnivori, căci își obțin din materie vegetală până la 90 % din energia alimentară⁠(en)[traduceți] din dieta lor. Adeseori se hrănesc cu o varietate de floră, printre care se numără fructe de pădure, graminee, flori, ghinde și conuri de pin, dar și fungi precum ciuperci⁠(en)[traduceți]. Dintre toți urșii, urșii bruni sunt înzestrați în mod unic pentru a putea săpa după alimente precum rădăcini, bulbi șl lăstari⁠(en)[traduceți]. Își folosesc ghearele lungi, puternice, ca să dezgroape pământ pentru a ajunge la rădăcini, iar fălcile lor puternice să muște prin ele. Primăvara, hoiturile furnizate iarna, gramineele, lăstarii, rogozurile⁠(en)[traduceți], mușchiul și plantele erbacee negraminoide cu flori⁠(en)[traduceți] sunt alimente de bază pentru urșii bruni la nivel internațional. Fructele, incluzând fructe de pădure, devin din ce în ce mai importante în timpul verii și toamna devreme. Rădăcinile și bulbii devin critici toamna pentru unele populații continentale de urși dacă culturile de fructe sunt sărace.

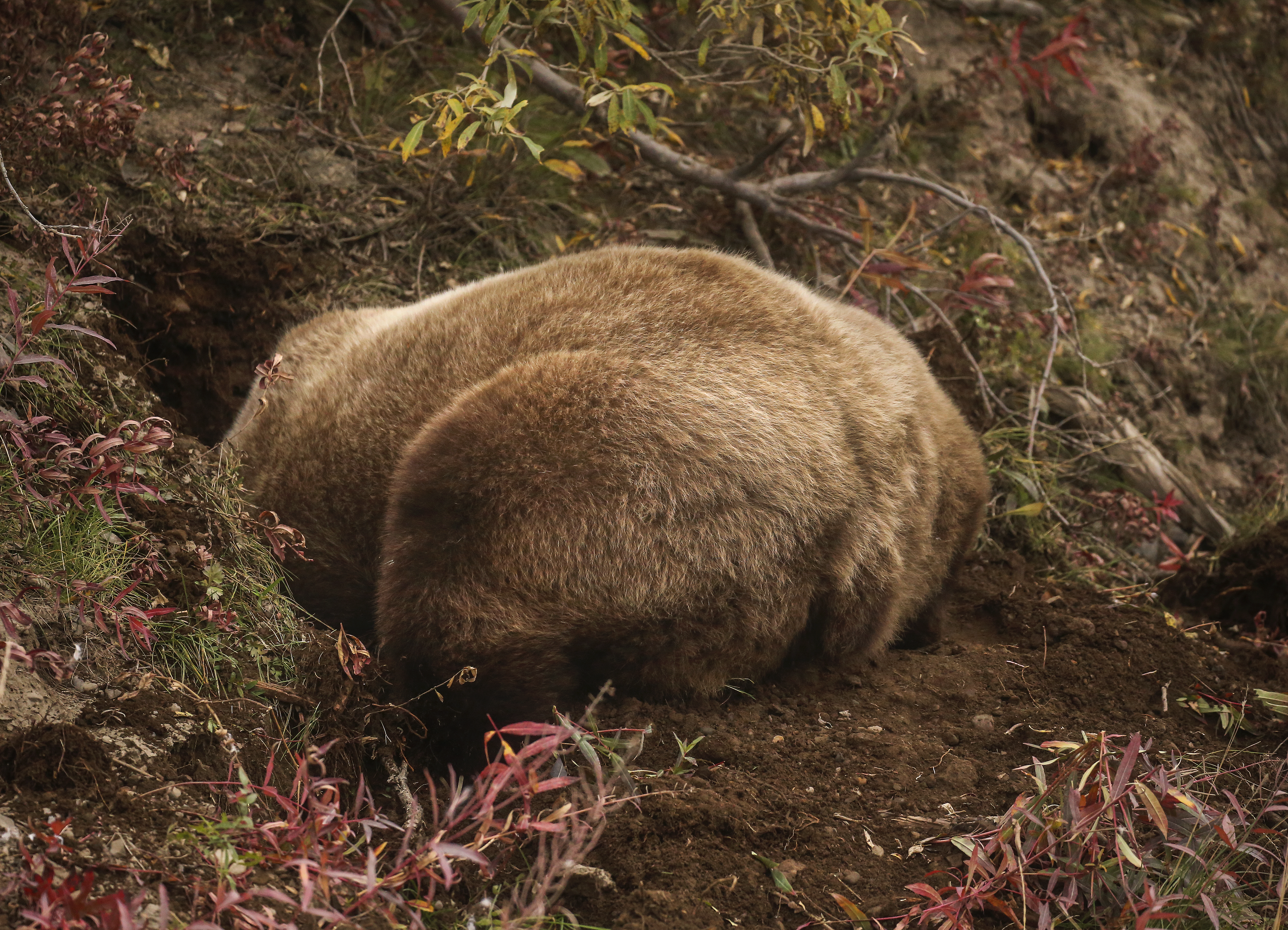
Urs brun săpând după veverițe

Aceștia vor consuma de asemenea materie animală, care vara și toamna poate fi în mod regulat sub formă de insecte și larve de coleoptere și alte insecte, incluzând stupi de albine. Urșii din Yellowstone mănâncă un număr enorm de molii în timpul verii, uneori până la 40.000 de larve de molii din specia Euxoa auxiliaris⁠(en)[traduceți] într-o singură zi, și își pot obține până la jumătate din energia alimentară anuală din aceste insecte. Urșii bruni care trăiesc lângă regiuni costale vor mânca în mod regulat crabi și scoici. În Alaska, urșii de-a lungul plajelor de estuare sapă în mod regulat prin nisip după scoici. Această specie poate mânca păsări și ouăle lor, incluzând specii care cuibăresc aproape în întregime pe pământ sau printre stânci. Dieta poate fi suplimentată cu rozătoare sau mici mamifere asemănătoare, printre care marmote, veverițe de pământ, șoareci⁠(en)[traduceți], șobolani, lemingi și șoareci arvicolini⁠(en)[traduceți]. Cu regularitate particulară, urșii din Parcul Național Denali⁠(en)[traduceți] așteaptă la galerii de sciuride din specia Urocitellus parryii⁠(en)[traduceți] sperând să doboare câteva dintre aceste rozătoare de 1 kg.
În peninsula Kamchatka și mai multe părți din Alaska costală, urșii bruni se hrănesc în principal cu somoni care depun icre, a căror nutriție și abundență explică mărimea enormă a urșilor din aceste zone. Tehnicile de pescuit ale urșilor sunt bine consemnate. Aceștia adeseori se strâng pe la cascade acolo unde somonii sunt forțați să iasă din apă, punct în care urșii vor încerca să prindă peștii din aer (adesea cu gurile). Se deplasează de asemenea prin apă puțin adâncă, sperând să apuce cu ghearele un somon alunecos. Deși pot mânca aproape toate părțile peștelui, urșii, la apogeul depunerii de icre de somon, când de obicei există o supraabundență de pești cu care să se hrănească, pot să mănânce numai cele mai nutritive părți ale somonului (incluzând ouăle și capul) și apoi să lase restul carcasei cu indiferență necrofagilor, printre care se pot număra vulpi roșii, vulturi de mare cu capul alb, corbi comuni și pescăruși. În ciuda obiceiurilor lor în mod normal solitare, urșii bruni se vor aduna laolaltă în număr mare la locuri bune de depus icre. Cei mai mari și mai puternici masculi revendică cele mai rodnice locuri de pescuit și uneori se luptă pentru drepturile la acestea.

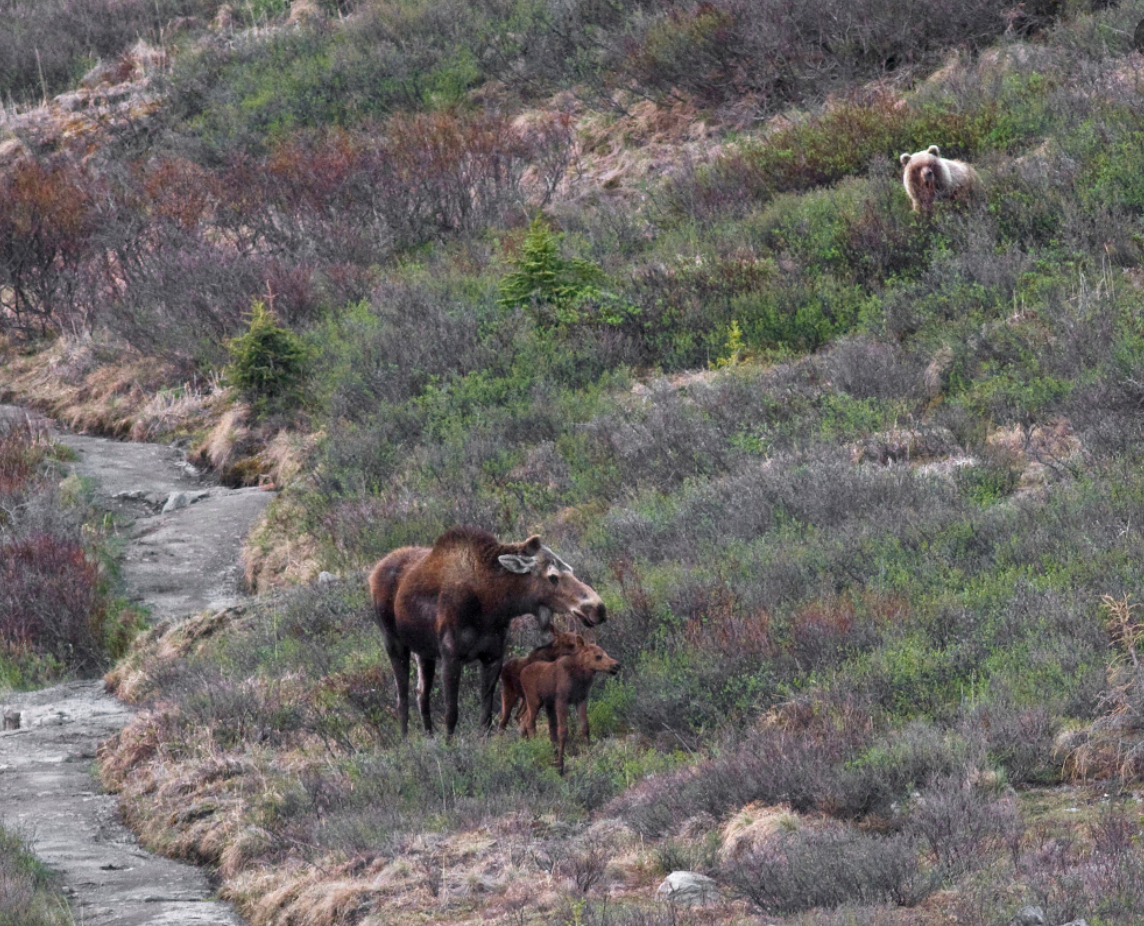
Un elan femelă cu viței de care se apropie un urs brun continental, en, Alaska

În afara obișnuitei vânări a somonului, cei mai mulți urși bruni nu sunt prădători activi în mod deosebit. Cu toate că poate o majoritate de urși din specie va ataca prăzi mari la un moment dat în viețile acestora, multe încercări de vânare încep cu ursul alergând prada neîndemânatic și cu jumătate de inimă și se sfârșesc cu prada scăpând cu viață. Pe de o altă parte, unii urși bruni sunt prădători destul de siguri pe sine care obișnuiesc să alerge și să prindă prăzi mari. Asemenea urși sunt de obicei învățați cum să vâneze de către mamele lor la o vârstă fragedă. Printre mamiferele mari care sunt vânate se pot număra diverse specii de copitate precum cerbul wapiti, elanul, renul, boul moscat și mistrețul sălbatic. Atunci când urșii bruni atacă aceste animale mari, de obicei le ochesc pe cele tinere sau infirme, care sunt mai ușor de prins. Tipic pentru atunci când vânează (în special prăzi tinere), ursul își țintuiește prada la pământ și apoi imediat o sfâșie și o mănâncă de vie. De asemenea, va mușca sau lovi cu putere unele prăzi pentru a le năuci suficient ca să le răstoarne pentru a le consuma. In general, large mammalian prey is killed with raw strength and bears do not display the specialized killing methods of felids and canids. Pentru a alege indivizi tineri sau infirmi, urșii vor alerga după turme astfel încât indivizii mai vulnerabili, și astfel mai lenți, vor ieși în evidență. Urșii bruni pot prinde în ambuscadă animale tinere găsindu-le cu ajutorul mirosului.
Atunci când ies din hibernare, urșii bruni, ale căror labe late le permit să se deplaseze peste majoritatea zăpezii și gheții, pot alerga prăzi precum elani ale căror copite nu îi pot susține pe zăpadă cu crustă. În mod similar, atacurile prădătoare asupra prăzilor mari au loc uneori la albiile râurilor, când este mai dificil pentru specimenul pradă să fugă de pericol din cauza solului noroios sau alunecos. În ocazii rare, în timp ce înfruntă prăzi periculoase, crescute complet, urșii le ucid lovindu-le cu puternicele lor brațe din față, care pot frânge gâturile și spatele creaturilor mari precum elanii adulții și bizonii adulți. Se hrănesc cu hoituri și își folosesc mărimea pentru a intimida alți prădători – precum lupi, pume, tigri și urși negri americani – să își cedeze prăzile. Hoiturile sunt importante mai ales primăvara devreme (atunci când urșii ies din hibernare), multe dintre ele cuprinzând animale mari de vânat care au murit în timpul iernii. Canibalismul nu este neauzit, însă în mod normal nu se presupune că vânarea ar fi motivația primară atunci când urșii bruni se atacă unul pe celălalt.
Atunci când sunt forțați să trăiască în imediată proximitate cu oameni și animale domesticite ale acestora, urșii pot potențial să vâneze orice tip de animal domestic. Printre acestea, vitele domestice sunt uneori exploatate ca prăzi. Vitele sunt mușcate de gât, spate sau cap, iar cavitatea abdominală este deschisă pentru consum. Plantele și fructele crescute de oameni sunt și ele consumate cu plăcere, printre care se numără porumbul, ovăzul, sorgul, pepenii și orice formă de fructe de pădure. Se pot hrăni cu hrană din stupine domestice, consumând cu plăcere deopotrivă miere și puiet (larve și pupe) din colonia de albine melifere⁠(en)[traduceți]. Alimentele și gunoiul umane sunt mâncate atunci când este posibil. Atunci când în Yellowstone a fost păstrat un tomberon deschis, urșii bruni au fost unii dintre cei mai vorace și regulați necrofagi. Tomberonul a fost închis după ce urși deopotrivă bruni și negri americani au ajuns să asocieze oamenii cu mâncarea și și-au pierdut frica naturală față de aceștia.

### Relații cu alți prădători

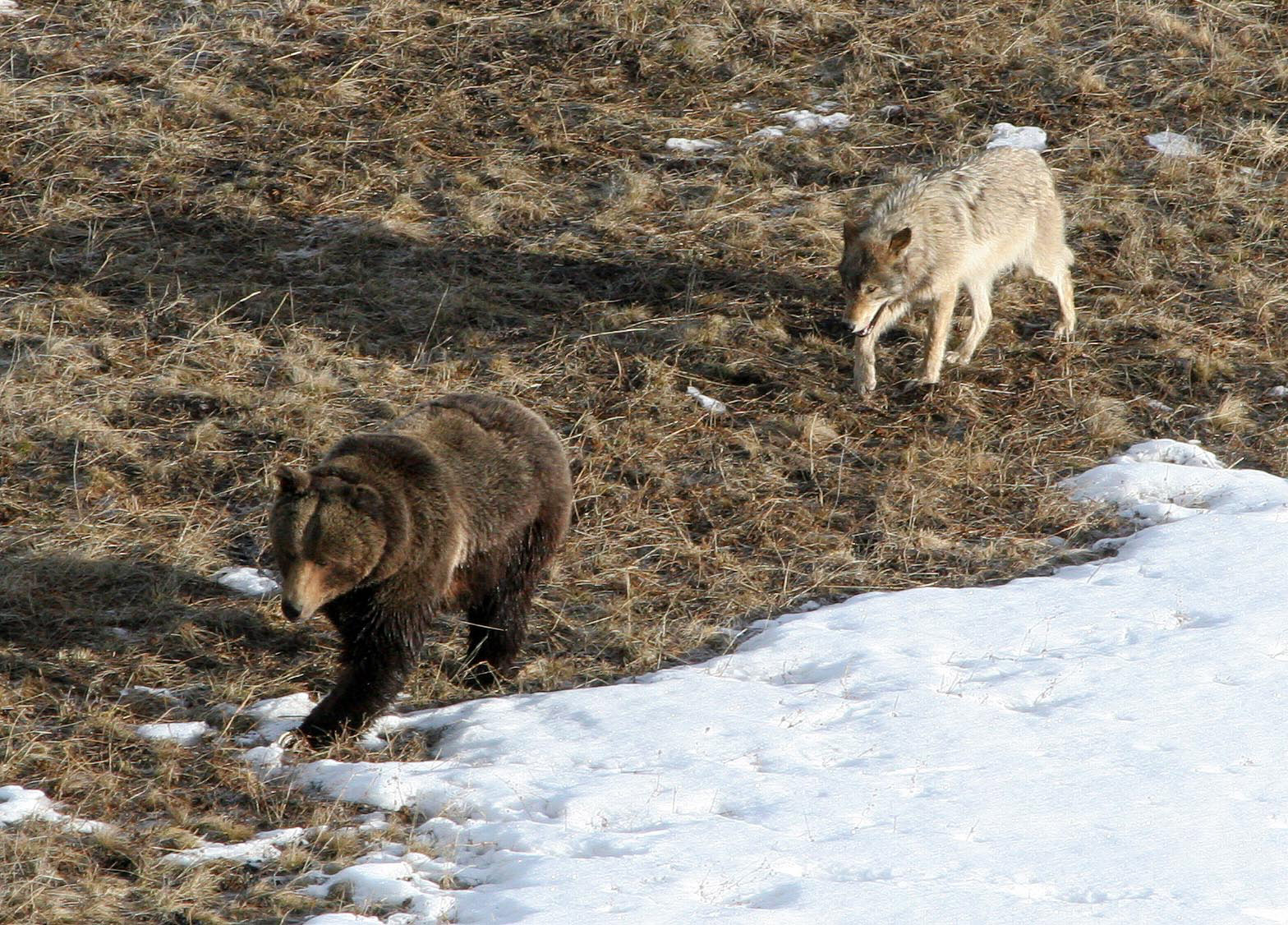
Urs brun urmărit de un lup

Urșii adulți sunt în general imuni la atacuri prădătoare cu excepția celor din partea tigrilor siberieni (de Amur) și altor urși. În urma unei scăderi a populațiilor de copitate din 1944 până în 1959, au fost înregistrate 32 de cazuri de tigri siberieni atacând deopotrivă urs brun de Yezo⁠(en)[traduceți] (Ursus arctos lasiotus) și U. thibetanus ussuricus⁠(en)[traduceți] în Orientul Îndepărtat Rus și au fost descoperite fire de păr de urs în mai multe mostre de excremente de tigru. Tigrii atacă urși negri asiatici mai puțin des decât urși bruni, fiindcă urșii bruni trăiesc în habitate mai deschise și nu sunt în stare să se cațăre în copaci. În aceeași perioadă de timp, au fost raportate patru cazuri de urși bruni ucigând tigri femele și pui tineri, atât în dispute pentru pradă, cât și în autoapărare. În cazuri rare, când tigrii de Amur vânează urși bruni, aceștia de obicei ochesc urși tineri și subadulți, pe lângă adulți femele mici scoși din vizuinile lor, în general când aceștia sunt letargici în urma hibernării. Vânarea urșilor bruni din vizuini de către tigri nu a fost detectată în timpul unui studiu desfășurat între 1993 și 2002. Urșii bruni de Yezo, laolaltă cu mai micii urși negri constituie până la 2,1 % din dieta anuală a tigrului siberian, dintre care 1,4 % sunt urși bruni.

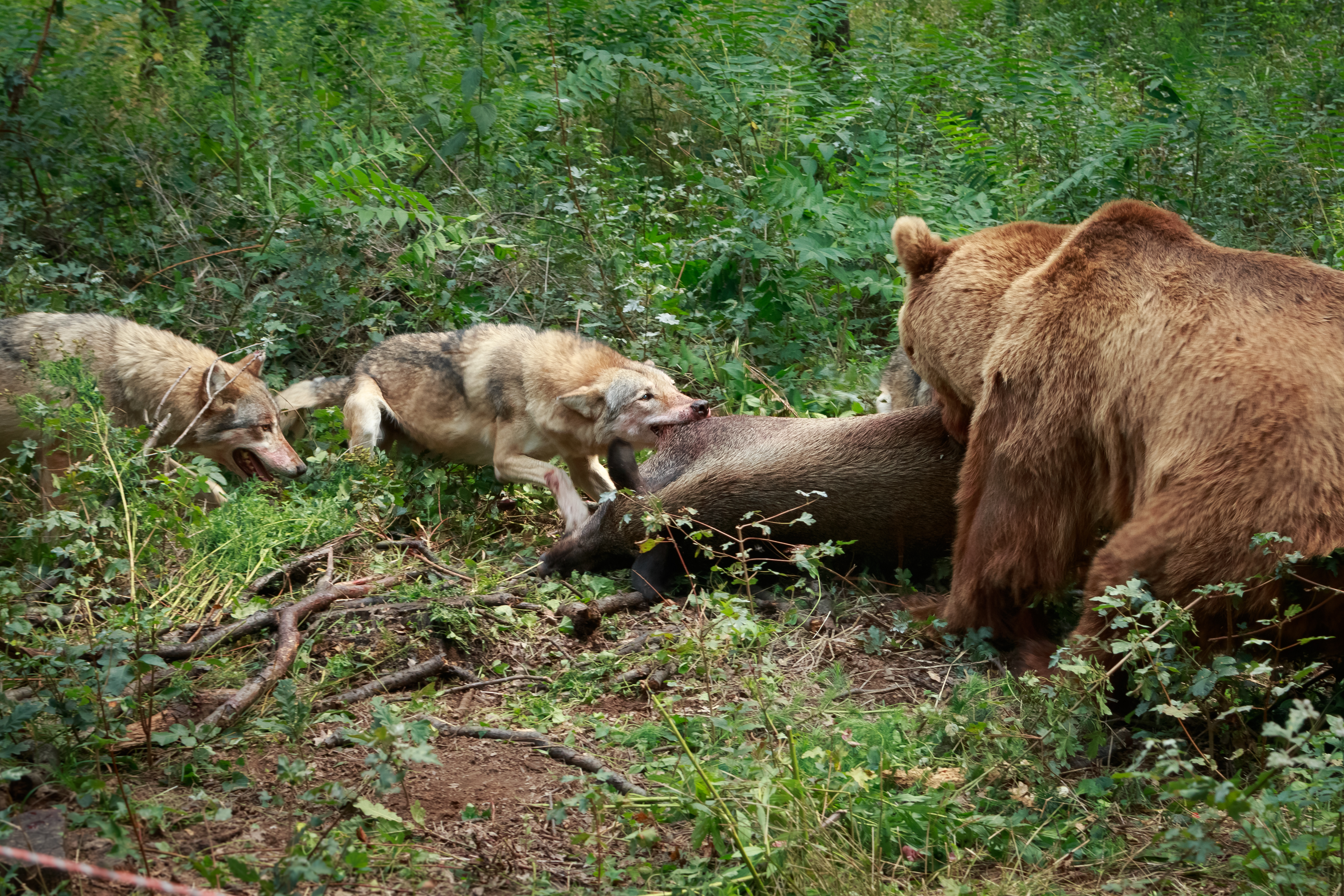
Un urs brun și o haită de lupi certându-se pe o carcasă

Urșii bruni intimidează în mod regulat lupi pentru a îi alunga de la prăzile ucise de aceștia. În Parcul Național Yellowstone, urșii șterpelesc prăzi ucise de lupi atât de des, încât directorul Doug Smith al Yellowstone's Wolf Project a scris: „Nu-i o chestiune de dacă urșii vor veni să își ia porția de pradă ucisă, ci de când.” În ciuda animozității dintre cele două specii, cele mai multe confruntări pentru locuri de vânătoare sau carcase mari se sfârșesc fără vărsare de sânge de fiecare parte. Cu toate că conflictul pentru carcase este comun, în ocazii rare cei doi prădători se tolerează unul pe celălalt la aceeași pradă ucisă. Până în ziua de azi, există un singur caz înregistrat de lupi crescuți complet uciși de un urs grizzly. Dacă li se oferă oportunitatea, totuși, ambele specii vor vâna puii celeilalte. În unele zone, urșii grizzly înlătură în mod regulat pume de la prăzile acestora. Pumele ucid puii mici de urs în ocazii rare, dar a existat numai o singură mărturie despre un urs ucigând o pumă, de vârstă și condiție necunoscute, între 1993 și 1996.
Urșii bruni de obicei domină alte specii de urs în zonele unde aceștia coexistă. Din cauza mărimii lor mai mici, urșii negri americani sunt într-un dezavantaj competitiv față de urșii grizzly în zone deschise, neîmpădurite. Cu toate că a fost consemnată înlocuirea urșilor negri de către urșii grizzly, uciderea efectivă de urși negri de către urși grizzly a fost raportată numai ocazional. Confruntarea este în cea mai mare parte evitată datorită obiceiurilor diurne și preferinței pentru zonele foarte împădurite ale ursului negru, în opoziție cu obiceiurile în mare parte nocturne și preferinței pentru spații deschise ale ursului grizzly. Urșii bruni pot de asemenea să ucidă urși negri asiatici, însă specia din urmă probabil că evită în mare parte conflictele cu ursul brun, datorită obiceiurilor și preferințelor de habitat similare cu cele ale speciei negre americane. Până în secolul al XXI-lea, a avut loc o creștere în interacțiunile dintre urși bruni și urși polari, lucru despre care se teorizează că ar fi cauzat de schimbarea climatică. Au fost văzuți urși bruni și grizzly mutându-se tot mai mult către nord în teritorii anterior revendicate de urși polari. Tind să domine urșii polari în disputele pentru carcase și au fost găsiți pui morți de urși polari în vizuini de urși bruni.

### Longevitate și mortalitate
Ursul brun are o viață în mod natural lungă. Au fost observate femele sălbatice reproducându-se la vârsta de 28 de ani, aceasta fiind cea mai înaintată vârstă cunoscută pentru reproducere la orice ursidă din sălbăticie. Vârsta reproductivă de vârf pentru femele variază de la patru până la 20 de ani. Speranța de viață a ambelor sexe dinăuntrul populațiilor vânate minimal este estimată la o medie de 25 de ani. Cel mai bătrân individ înregistrat avea aproape 37 de ani. În captivitate, cea mai bătrână femelă înregistrată avea în jur de 40 de ani, pe când despre masculii se știe să fi trăit până la 47 de ani.
În timp ce urșii masculi trăiesc potențial mai mult în captivitate, urșii grizzly femele au o rată anuală de supraviețuire mai mare decât masculii din populații sălbatice, potrivit unui studiu efectuat în Greater Yellowstone Ecosystem⁠(en)[traduceți]. Mortalitatea anuală pentru urși de orice vârstă este estimată la 10 % în majoritatea ariilor protejate. În jur de 13 % până la 44 % din pui mor în primul lor an. Pe lângă vânarea de către prădători mari – printre care se numără lupi, tigri siberieni și alți urși bruni – și foametea și accidentele iau viețile puilor. Studiile au indicat că cea mai prevalentă cauză a mortalității pentru puii aflați în primul lor an este malnutriția.
Urșii bruni sunt predispuși la paraziți precum trematode, căpușe, cestode, nematode și păduchi malofagi⁠(en)[traduceți]. Se presupune că urșii bruni se pot infecta ca virusul bolii Carré⁠(en)[traduceți] (CDV) de la alte caniforme precum câini rătăcitori⁠(en)[traduceți] și lupi. Un individ captiv ar fi cedat bolii Aujeszky⁠(en)[traduceți].

### Fiziologia hibernării
Un studiu desfășurat de Brown Bear Research Project a făcut o analiză proteomică asupra sângelui, organelor și țesuturilor ursului brun pentru a repera proteine și peptide care fie au crescut, fie au scăzut în manifestare în lunile de iarnă și de vară. O descoperire majoră a fost că prezența globulina de legare a hormonilor sexuali⁠(en)[traduceți] (SHBG), o proteină plasmatică, a crescut de 45 de ori în timpul perioadei de hibernare a ursului brun. Cu toate că oamenii de știință nu înțeleg încă rolul SHBG în menținerea sănătății ursului brun, unii cred că aceste descoperiri ar putea potențial să ajute la înțelegerea și prevenirea bolilor umane care sunt cauzate de un stil de viață sedentar.

## Relația cu oamenii

### Atacuri asupra oamenilor

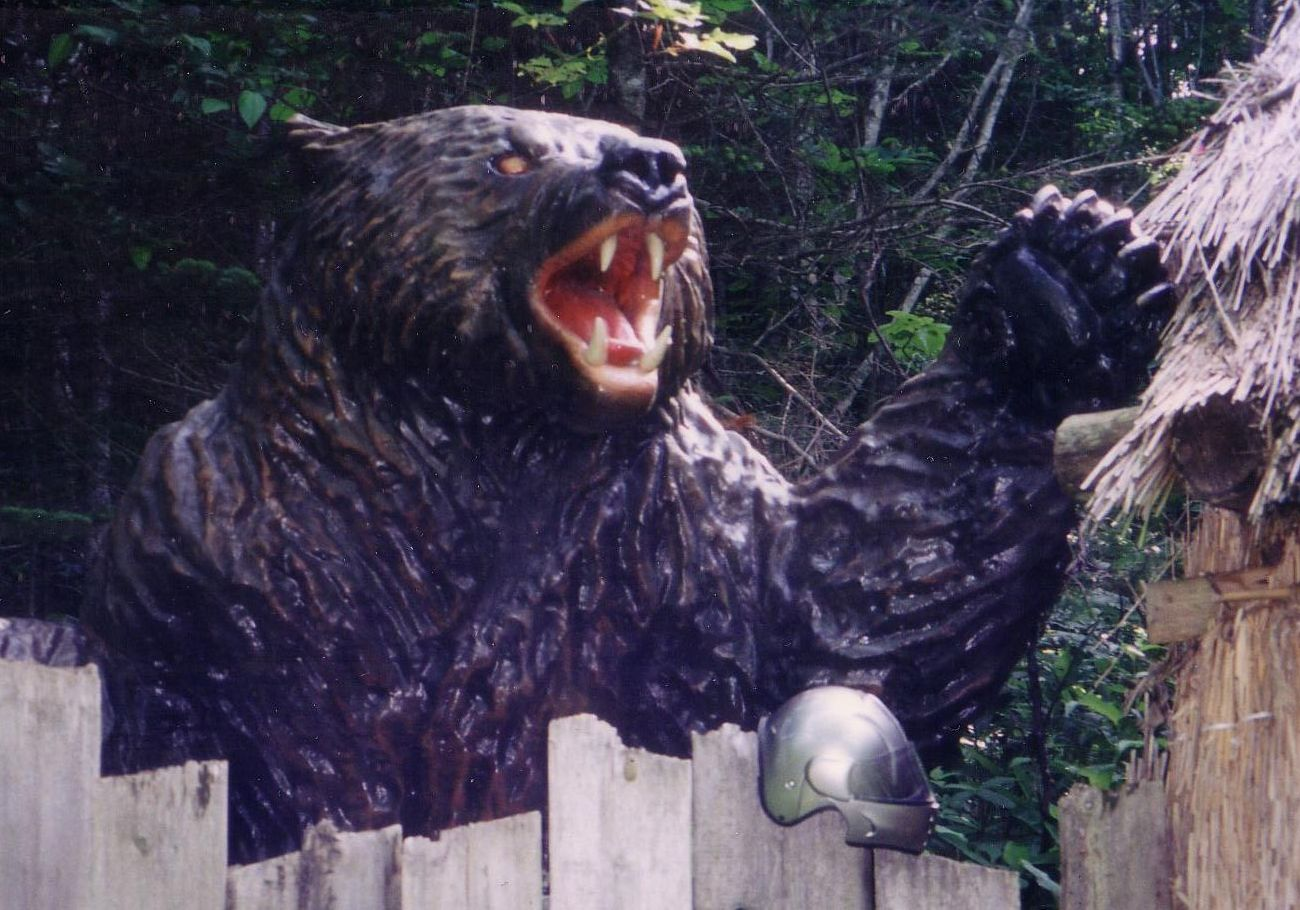
O statuie a ursului brun de Yezo din Hokkaidō, Japonia

Urșii bruni de obicei evită zonele unde a avut loc dezvoltare sau urbanizare sporită. De obicei evită oamenii și rareori atacă pe loc. Sunt, cu toate acestea, imprevizibili la temperament și pot ataca dacă sunt surprinși sau amenințați. Mamele ce își apără puii sunt cele mai înclinate să atace, fiind responsabile pentru peste 70 % din decesele umane din America de Nord cauzate de urși bruni. Atacurile obișnuiesc să ducă la vătămare serioasă și, în unele cazuri, moarte. Din cauza puterii fizice enorme a urșilor, o singură mușcătură sau izbitură poate fi mortală. Întâlnirile violente cu urși bruni durează de obicei câteva minute, însă se pot prelungi dacă victima ripostează.
Un studiu desfășurat în 2019 a aflat că au fost raportate 664 de atacuri de urs pe parcursul unei perioade de 15 ani (2000–2015) de-a lungul Americii de Nord și Eurasiei. Au fost 568 de vătămați și 95 de decese. În jur de câte 10 oameni în fiecare an sunt uciși de urși bruni în Rusia, mai mult decât în toate celelalte părți de-ale arealului ursului brun combinate. În Japonia, un urs brun mare poreclit Kesagake („tăietor în stil kesa⁠(en)[traduceți]”) a cauzat cel mai grav atac de urs brun din istoria japoneză⁠(en)[traduceți] în Tomamae, Hokkaidō⁠(en)[traduceți], în timpul unor numeroase confruntări din decembrie 1915. A ucis șapte oameni și a rănit alți trei înainte de a fi împușcat mortal după o vânătoare de fiare pe scară mare. Un studiu efectuat de cercetători americani și canadieni a găsit spray-ul împotriva urșilor⁠(en)[traduceți] drept mai eficace la oprirea comportamentului agresiv al urșilor decât armele de foc, funcționând în 92 % din incidentele studiate față de 67 % pentru armele de foc.

### Vânarea urșilor

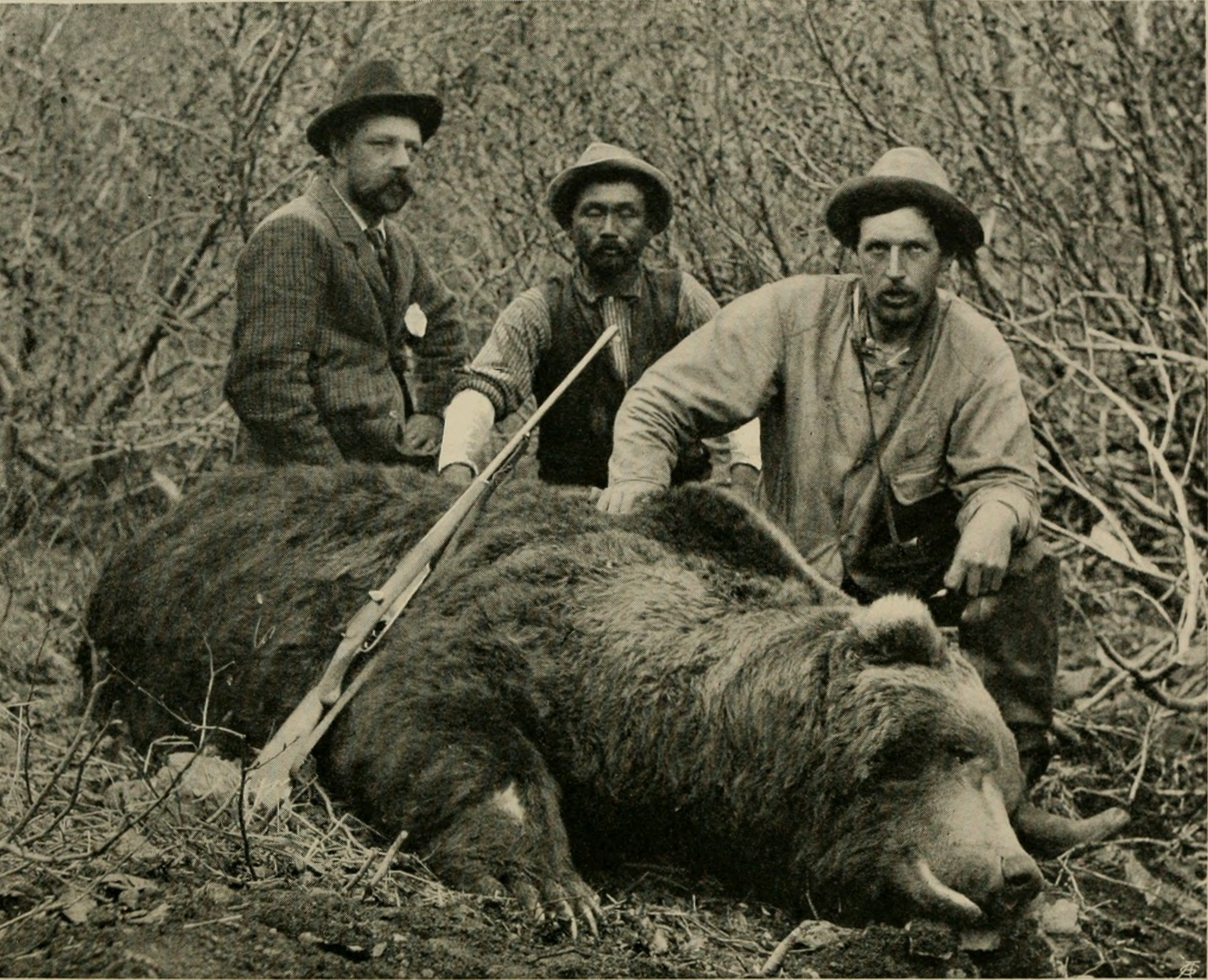
Vânători cu un urs ucis cu pușca (1904)

Oamenii au fost consemnați vânând urși bruni de peste 10.300–9.300 de ani. Urșii erau vânați pe parcursul arealului lor în Europa, Asia și America de Nord de deopotrivă amerindieni și europeni. Primii ucideau urșii de obicei pentru satisfacerea nevoilor necesare supraviețuirii, pe când cei din urmă pentru sport sau controlul populației. În Europa între secolul al XVII-lea și al XVIII-lea, oamenii au căutat să controleze efectivul urșilor bruni premiindu-i pe cei care au izbutit să ucidă unul. Acest program de recompensare a adus populația de urși bruni în pragul extincției înainte de a se oferi protecție amplă în anii 1900. Cu toate acestea, un studiu din 2018 a descoperit că vânătoarea ar fi unul dintre factorii care contribuie la scăderea efectivului de urși bruni din Europa de Nord, vânătoarea încă persistă în secolul al XXI-lea, contribuind semnificativ la scăderea efectivului urșilor bruni.
Cel mai timpuri caz cunoscut al unui european ucigând un urs grizzly datează din 1691. Apariția europenilor în Vestul Statelor Unite a dus la extincția locală⁠(en)[traduceți] a populațiilor locale de urs brun în secolul al XIX-lea și la începutul secolului al XX-lea. În timpul primilor ani ai colonizării europene din America de Nord, urșii erau uciși de obicei cu o suliță sau un lasou. Introducerea puștilor la mijlocul secolului al XIX-lea a facilitat în mare parte vânătorile de urși, ceea ce a permis o creștere în vânarea acestora. Urșii erau de asemenea asmuțiți în lupte contra vite mascule, care adesea se sfârșeau cu ambele animale vătămate grav sau moarte. Ultimele două decenii ale secolului al XIX-lea a văzut o creștere în numărul de recompense⁠(en)[traduceți]. Conflictele cu fermierii au contribuit și ele la declinul accelerat. De abia în anii 1920 au primit urșii grizzly un fel de protecție din parta guvernului SUA. Astăzi, urșii bruni sunt vânați în mod legal în unele state americane, precum Alaska. Totuși, este necesar un permis de vânătoare⁠(en)[traduceți], iar omorurile de pui și de femele care îngrijesc pui vor avea drept consecință pedeapsa cu închisoarea.
Carnea ursului brun este uneori folosită și consumată în rețete precum găluște, șunci și tocănițe. Indigenii vorbitori de limba cree de est⁠(en)[traduceți] le folosesc carnea în feluri tradiționale de mâncare. În Asia și România, labele sunt consumate ca delicatese exotice; sunt o componentă răspândită în mâncarea chinezească tradițională din 500 î.e.n. încoace. Greutatea totală a cărnii de urs brun vândute la nivel comercial este estimată la 17 tone anual.

### În captivitate

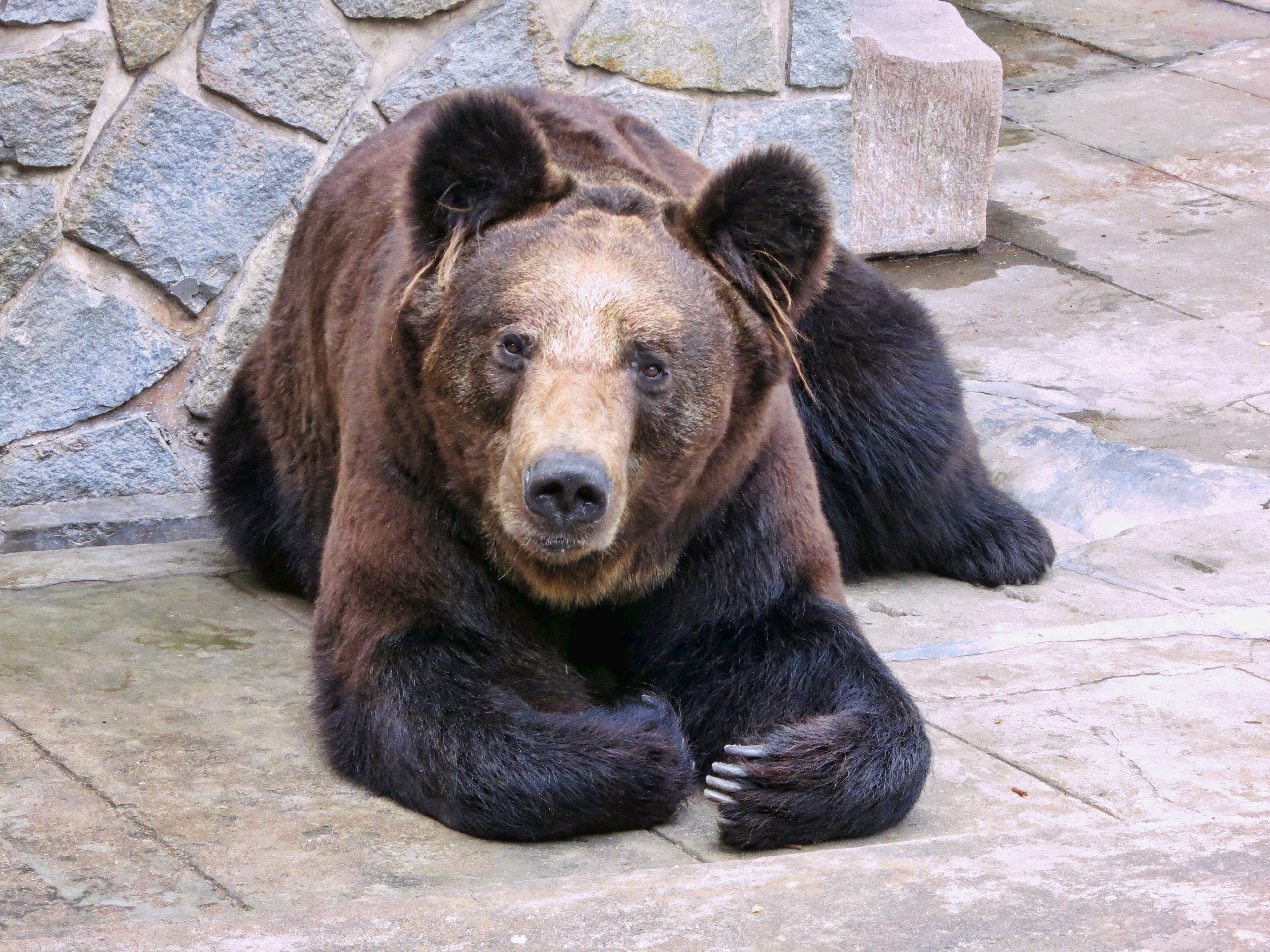
Urs brun la Grădina Zoologică din Canton, SUA

Au fost consemnați urși în captivitate⁠(en)[traduceți] din cel devreme 1500 î.e.n. Potrivit datelor din 2017, la nivel mondial există mai mulți de 700 de urși bruni în grădini zoologice și parcuri de safari⁠(en)[traduceți]. Urșii captivi sunt în mare parte letargici și petrec o cantitate considerabilă din timp făcând nimic. Atunci când sunt activi, urșii captivi pot face obiectul unei mișcări repetitive în față și înapoi, cunoscut la nivel larg drept mărșăluit. Acest comportament este cel mai răspândit la urșii ținuți în cuști mici, înghesuite, adeseori fără niciun cadru natural. Mărșăluirea este o cale de a face față stresului care vine odată cu starea de a fi blocat în spații nenatural de mici. Aceste comportamente stereotipice⁠(en)[traduceți] a scăzut datorită construirii unor țarcuri mai bune și mai mari și datorită gestionării mai durabile din partea personalului grădinii zoologice.
Încă din copilărie, urșii bruni pot fi de asemenea exploatați ca urși dresați. Puii, de exemplu, sunt depuși pe plăci fierbinți de metal, ceea ce îi face să „danseze” pe muzică de vioară redată în fundal. Procesul este repetat, având drept consecință dresarea urșilor să „danseze” atunci când se cântă la o vioară. În mod similar, urșii bruni sunt expuși în țarcuri micuțe din apropierea restaurantelor, în principal cu scopul de a ademeni clienți. Urșii care sunt proprietăți private sunt de asemenea plasați în medii inadecvate și adesea suferă de malnutriție și obezitate.

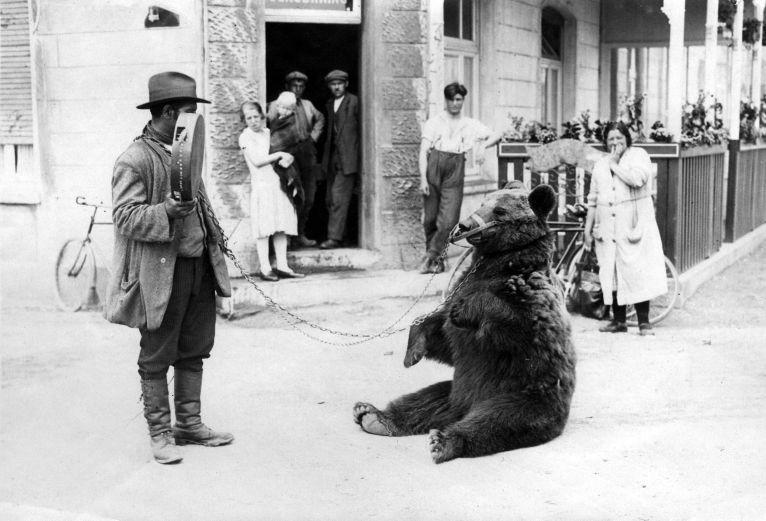
Dresor de animale cu un urs

Urșii bruni sunt atracții populare ale circurilor și altor spectacole încă din vremuri străvechi. Datorită mărimii mari și purtării impunătoare ale urșilor bruni, romanii îi foloseau la executarea criminalilor și asmuțeau urșii în luptă cu alte animale. Gladiatorii se luptau și ei cu urși, în ceea ce esențialmente era o luptă pe viață și pe moarte. Asemenea evenimente aveau loc în amfiteatre ce găzduiau mii de spectatori. Mai târziu, spectacolele stradale au devenit populare în Evul Mediu; trucurile cuprindeau „dansatul” și „dormitul la comandă”. Aceste spectacole au devenit din ce în ce mai răspândite, iar din anii 1700 până în anii 1800, circuri ambulante dădeau spectacole pe străzile multor țări europene și asiatice. Aceste circuri făceau uz de urși care purtau îmbrăcăminte specială și erau de obicei desfășurate de muzicieni. La scurt timp după aceea, circurile moderne au început să folosească urși în jurul celei de a doua jumătăți a secolului al XVIII-lea. Se spunea că urșii bruni erau cea mai ușor de dresat specie de urs datorită inteligenței, personalităților unice și stabilității excepționale. Potrivit unei analize din 2009, ursul brun era al doilea cel mai comercializat animal de circ după tigru.

### Cultură
Pentru mai multe detalii, vedeți Reprezentări culturale ale urșilor.
Urșii au fost subiecte populare în artă, literatură, folclor și mitologie. Imaginea mamei urs era răspândită de-a lungul societăților din America de Nord și Eurasia, bazată pe devotamentul și atitudinea ocrotitoare a femelei față de pui săi. Cele mai timpurii picturi rupestre cu urși au avut loc în Paleolitic, cu peste 100 de picturi înregistrate. Urșii bruni își fac adeseori apariția în literatura Europei și Americii de Nord drept „drăgălași și buni de strâns în brațe”, în particular în cea care este scrisă pentru copii. „Ursul brun de Norvegia⁠(en)[traduceți]” este un basm scoțian care povestește despre aventurile unei fete care s-a măritat cu un prinț prefăcut prin magie într-un urs și care a reușit să îl readucă la formă umană prin forța dragostei ei după multe încercări și necazuri. În „Goldilocks și cei trei urși|⁠(en)[traduceți]”, o poveste din Anglia, cei Trei Urși sunt de obicei reprezentați ca urși bruni. În țările vorbitoare de germană, copiilor li se povestește adeseori basmul lui „Albă-ca-Zăpada și Roșie-ca-Roza⁠(en)[traduceți]”; prințul chipeș din această poveste a fost a fost transfigurat într-un urs brun. În Statele Unite, părinții adeseori le citesc copiilor lor preșcolari cartea Brown Bear, Brown Bear, What Do You See?⁠(en)[traduceți] pentru a îi învăța culorile și cum sunt acestea asociate cu diferite animale. Smokey Bear⁠(en)[traduceți], faimoasa mascotă a  Serviciului Forestier al SUA⁠(en)[traduceți], este din anii 1940 încoace folosit pentru a educa oamenii în privința pericolelor incendiilor de pădure cauzate de oameni.
Urșii bruni au fost reprezentați intens în cultura amerindienilor, în care sunt considerați sacri. Pentru a împiedica spiritul unui urs să evadeze după ce a fost ucis, oamenii poporului Denaa⁠(en)[traduceți] retezau toate cele 4 labe ale ursului. Întârziau consumul cărnii de ursa brun, datorită credinței conforom căreia spiritul ursului ar fi copleșitor în vânatul ucis de curând. În plus, membrii comunității care purtau coliere de gheare de urs⁠(en)[traduceți] erau foarte respectați, fiindcă purtarea unuia era percepută ca semn de curaj și onoare. Se credea că zăngănitul provocat prin scuturarea repetată a acestor coliere ar fi conferit puteri terapeutice. În cultura poporului Haida⁠(en)[traduceți], o legendă spune că căsătoria dintre o femeie și un urs grizzly a început descendența băștinașilor. Se credea că asta îi permisese poporului Haida să prospere în țara urșilor.
Există dovezi care indică venerarea urșilor⁠(en)[traduceți] în preistorie, însă acestea sunt disputate de arheologi. Este posibil ca venerarea urșilor să fi existat în culturile timpurii ale chinezilor și poporului Ainu. Romanii construiau mici figurine-urși sculptate care erau folosite în timpul înmormântărilor sugarilor. În mitologia Greciei Antice, urșii erau considerați asemănători cu oamenii, în principal datorită abilității lor de a sta drepți în picioare. În multe povești occidentale⁠(en)[traduceți] și fabule mai vechi însușirile portretizate ale urșilor sunt tembelismul, prostia și credulitatea, ceea ce contrazice comportamentul efectiv al speciei. De exemplu, au fost raportați urși păcălind vânători lăsând urme inverse în zăpadă.
În America de Nord, ursul brun este considerat un animal de megafaună carismatică⁠(en)[traduceți] și a stârnit de mult interesul oamenilor. Moartea Ursului 148 la mâna unui vânător de trofee în 2017 a iscat indignarea mediei și dezaprobarea continuă față de vânătoarea de trofee. Ursul rusesc⁠(en)[traduceți] este o personificare națională pentru Rusia (precum și fosta Uniune Sovietică), în ciuda faptului că țara nu are niciun animal național desemnat oficial. Ursul brun este animalul național al Finlandei. Ursul grizzly este animalul de stat al Montanei. Ursul auriu de California este animalul de stat al Californiei, cu toate că este extinct. Stema Madridului reprezintă un urs urcând într-un madroño (arbore de Arbutus unedo) pentru a mânca câteva dintre fructele acestuia. Stema orașului elvețian Berna reprezintă și ea un urs și despre orașul numelui se crede în mod popular că ar deriva din cuvântul german pentru urs. Ursul brun este reprezentat pe versoul monedei croate de 5 kuna, emisă începând din 1993.